# Wełnowiec-Józefowiec
Wełnowiec-Józefowiec – dzielnica Katowic, położona w północnej części miasta, na Wzgórzach Chorzowskich. Jej granice w dużej mierze są zbliżone do granic historycznej gminy Wełnowiec, sama zaś dzielnica składa się z dwóch głównych historycznych części: Wełnowca i Józefowca oraz kilku kolonii robotniczych, w tym: Alfred, Agnieszka i Fryderyka.
Pierwsze wzmianki na temat osadnictwa w rejonie Wełnowca-Józefowca pochodzą z XVII wieku. Początkowo rejon Wełnowca był typowo rolniczy, ale dzięki płytko zalegającymi pokładom węgla kamiennego zaczęło się rozwijać górnictwo i pod koniec XVIII wieku powstała tutaj pierwsza kopalnia. W późniejszym czasie rozwinęło się również hutnictwo. Została tu założona jedna z największych na Górnym Śląsku hut cynku – wybudowana w 1873 roku huta „Hohenlohe” (późniejsze Zakłady Metalurgiczne Silesia). Józefowiec został założony w 1826 roku, a włączony został do gminy Wełnowiec w 1924 roku. Samą zaś gminę Wełnowiec w 1951 roku przyłączono do Katowic.
Obecnie Wełnowiec-Józefowiec ma głównie mieszkaniowy charakter wraz z silnie rozwiniętą gałęzią przemysłową (znajdują się tu m.in. takie zakłady jak: ALSTOM ZWUS, FASING czy ZPUE). Głównym ciągiem komunikacyjnym Wełnowca-Józefowca jest aleja Wojciecha Korfantego, łącząca katowickie Śródmieście z Siemianowicami Śląskimi. Wzdłuż alei przebiega również linia tramwajowa. Wełnowiec-Józefowiec liczył w 2020 roku 13 741 mieszkańców.

## Geografia

### Położenie
Wełnowiec-Józefowiec pod względem administracyjnym położony jest w województwie śląskim i stanowi jedną z jednostek pomocniczych Katowic (nr 11), zlokalizowaną w północnej części miasta, w odległości około 3 km na północ od jego centrum. Dzielnica ta od północy i wschodu graniczy z Siemianowicami Śląskimi, od południa z trzema innymi dzielnicami Katowic: Bogucicami (krótki fragment na wschód od ulicy Cedrowej), Koszutką i Dębem, natomiast od zachodu z Parkiem Śląskim w Chorzowie. Granice dzielnicy biegną następująco:
- od północy – stanowi ona jednocześnie granicę miast: Katowic i Siemianowic Śląskich; biegnie ona wzdłuż ulicy Telewizyjnej[1][3];
- od wschodu – kontynuacja granicy Katowic i Siemianowic Śląskich[3];
- od południa – od granicy Katowic i Siemianowic Śląskich na wysokości ulicy Cedrowej podąża wzdłuż tej ulicy; dalej granicę stanowią ulice: Jesionowa i Słoneczna (przy tej ostatniej na południe od głównej jezdni, obejmując w granicach Wełnowca-Józefowca zabudowę po obydwu stronach) do skrzyżowania z ulica C.K. Norwida, po czym skręca na południowy zachód, biegnąc w śladzie torów dawnej kolei piaskowej do ulicy ks. P. Ściegiennego[1][3];
- od zachodu – w kierunku północnym wzdłuż ul. ks. P. Ściegiennego, potem skręca na zachód wzdłuż ulicy Krzyżowej i na wysokości Filii Dąb Miejskiego Domu Kultury „Koszutka” w Katowicach biegnie na północ, omijając od wschodu zabudowę ulicy Agnieszki; na wysokości skrzyżowania z ulicą prof. J. Mikusińskiego granica Wełnowca-Józefowca stanowi granicę Katowic i Chorzowa; granica ta dalej na północ biegnie wzdłuż ulicy Bytkowskiej do skrzyżowania z ulicą Telewizyjną[1][3].

Według podziału fizycznogeograficznego Jerzego Kondrackiego całość dzielnicy znajduje się w mezoregionie Wyżyna Katowicka (341.13). Mezoregion ten stanowi południową część Wyżyny Śląskiej, która jest częścią podprowincji Wyżyna Śląsko-Krakowska. Pod względem krain historycznym Wełnowiec-Józefowiec znajduje się we wschodniej części Górnego Śląska.

### Geologia
Wełnowiec-Józefowiec pod względem budowy geologicznej znajduje się w zapadlisku górnośląskim. Obszar ten ma budowę zrębową. Na przełomie dewonu i karbonu zostało zaburzone paleozoiczne podłoże Wyżyny Śląskiej poprzez utworzenie zapadliska, które w okresie karbonu zostało wypełnione przez zlepieńce, piaskowce i łupki ilaste zawierające pokłady węgla kamiennego, powstałe przed 300 milionami lat na zatorfionych brzegach rozległych jeziorzysk. Do najstarszych warstw karbonu, których wychodnie występują na terenie Katowic, obecnych także w Wełnowcu-Józefowcu, należą warstwy grodzieckie (porębskie; namur A). Występują one w postaci izolowanych płatów. Warstwy te w rejonie Józefowca charakteryzują się przewagą łupków nad piaskowcami i zawierają do 20 cienkich pokładów węgla kamiennego, z których kilka przekracza miąższość 1 m. Warstwy grodzieckie obejmują zachodnią część Józefowca – na zachód od ulicy Józefowskiej oraz rejon dawnych ZM Silesia. W sąsiedztwie, tj. w rejonie tzw. kolonii wojewódzkiej przy ulicy Bytomskiej i na wschód od terenów dawnej huty, występują warstwy siodłowe, a wzdłuż granicy z Siemianowicami Śląskimi i przy granicy z Koszutką warstwy rudzkie.
W trzeciorzędzie wytworzyły się główne rysy rzeźby Wełnowca-Józefowca. Wówczas dochodziło do intensywnego wietrzenia chemicznego i denudacji. W wyniku erozyjnej działalności doszło do ścięcia skał różnego wieku. Wpływ na rzeźbę miały też ruchy górotwórcze. W pliocenie główne rysy rzeźby były już zbliżone do współczesnej. Na zachód od dawnego Potoku Wełnowieckiego, wzdłuż obecnej ulicy Józefowskiej obszar Wełnowca-Józefowca zbudowany jest przez plejstoceńskie eluwia piaszczyste i pylaste glin zwałowych.
W czwartorzędzie obszar Wełnowca-Józefowca został prawdopodobnie pokryty przez lądolód skandynawski dwukrotnie: podczas najstarszego zlodowacenia Sanu (krakowskiego) oraz w czasie zlodowacenia Odry (środkowopolskiego). Osady z wcześniejszego zlodowacenia zostały usunięte w czasie interglacjału. W holocenie dochodziło do niszczenia pokryw plejstoceńskich, zwłaszcza w dolinach rzek, a na stokach powstały młode doliny erozyjne. Rzeki utworzyły niskie terasy w kilku stopniach w wyniku rozcięcia pokryw akumulacyjnych. Po wylesieniu stoków zaczęło dochodzić do wzmożonej denudacji gleb. Holoceńskie osady rzeczne ciągną się równolegle na zachód do obecnej alei W. Korfantego.

### Rzeźba terenu

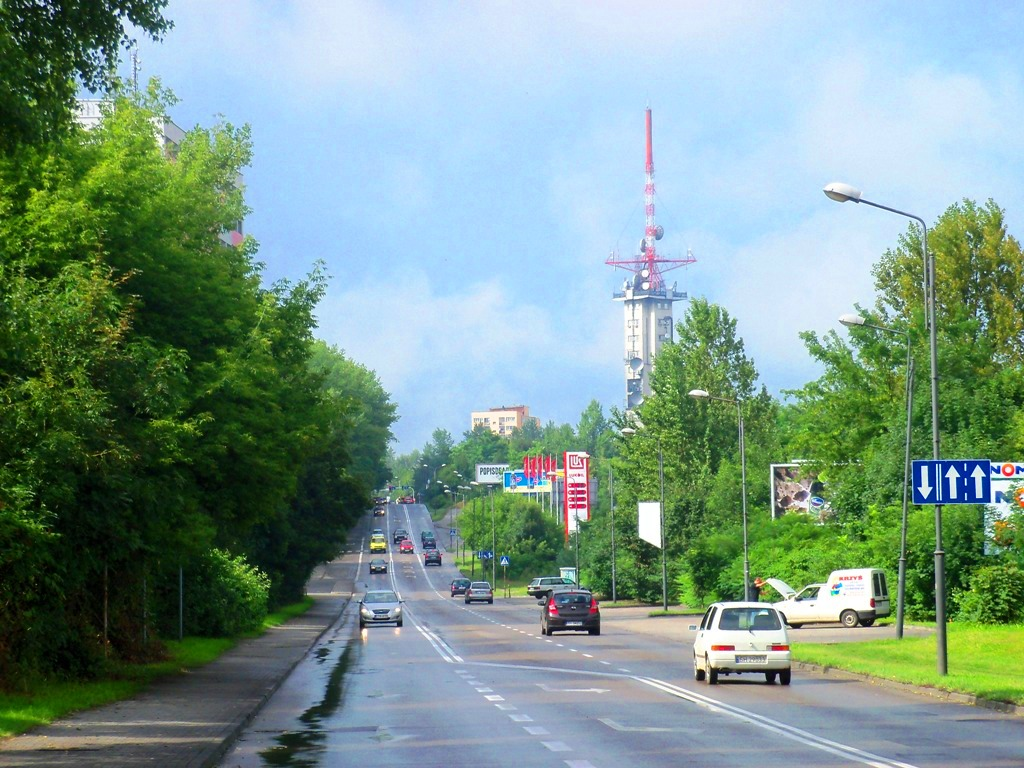
Ulica Bytkowska w 2010 roku; widok w kierunku północnym w kierunku trójstyku granic Katowic, Siemianowic Śląskich i Chorzowa, w rejonie którego znajduje się najwyższe wzniesienie Wełnowca-Józefowca, wznoszące się do 316 m n.p.m.

Wełnowiec-Józefowiec położony jest w południowej części Wyżyny Śląskiej, w mezoregionie Wyżyna Katowicka (341.13). Obszar tej dzielnicy charakteryzuje się stosunkowo dużym zróżnicowaniem pod względem rzeźby terenu. Najwyżej położony punkt znajduje się na granicy Katowic i Siemianowic Śląskich, na wysokości Stacji Linii Radiowych Bytków – sięga on wysokości 316 m n.p.m. Z tego miejsca obszar opada w kierunku południowym, wzdłuż alei W. Korfantego i ulicy Józefowskiej. Powyżej 300 m n.p.m. położone są również rejony kolonii Agnieszki, część Parku Wełnowieckiego oraz pętla tramwajowa w pobliżu placu Alfreda. Najniżej położony punkt (około 270 m n.p.m.) znajduje się na granicy Wełnowca-Józefowca i Dębu na wysokości ulicy Józefowskiej. Różnica wysokości pomiędzy najniższym a najwyższym punktem Wełnowca-Józefowca sięga 45 metrów.
Pod względem geomorfologicznym cały obszar Wełnowca-Józefowca położony jest na Wzgórzach Chorzowskich, będących częścią Płaskowyżu Bytomskiego. Wzgórza te tworzą szereg falistych, zaokrąglonych lub spłaszczonych wzniesień. W kierunku doliny Rawy są one rozcięte przez obniżenia dolinne, z czego na terenie dzielnicy przez rów Wełnowca o dość stromych zboczach i płaskich dnach.

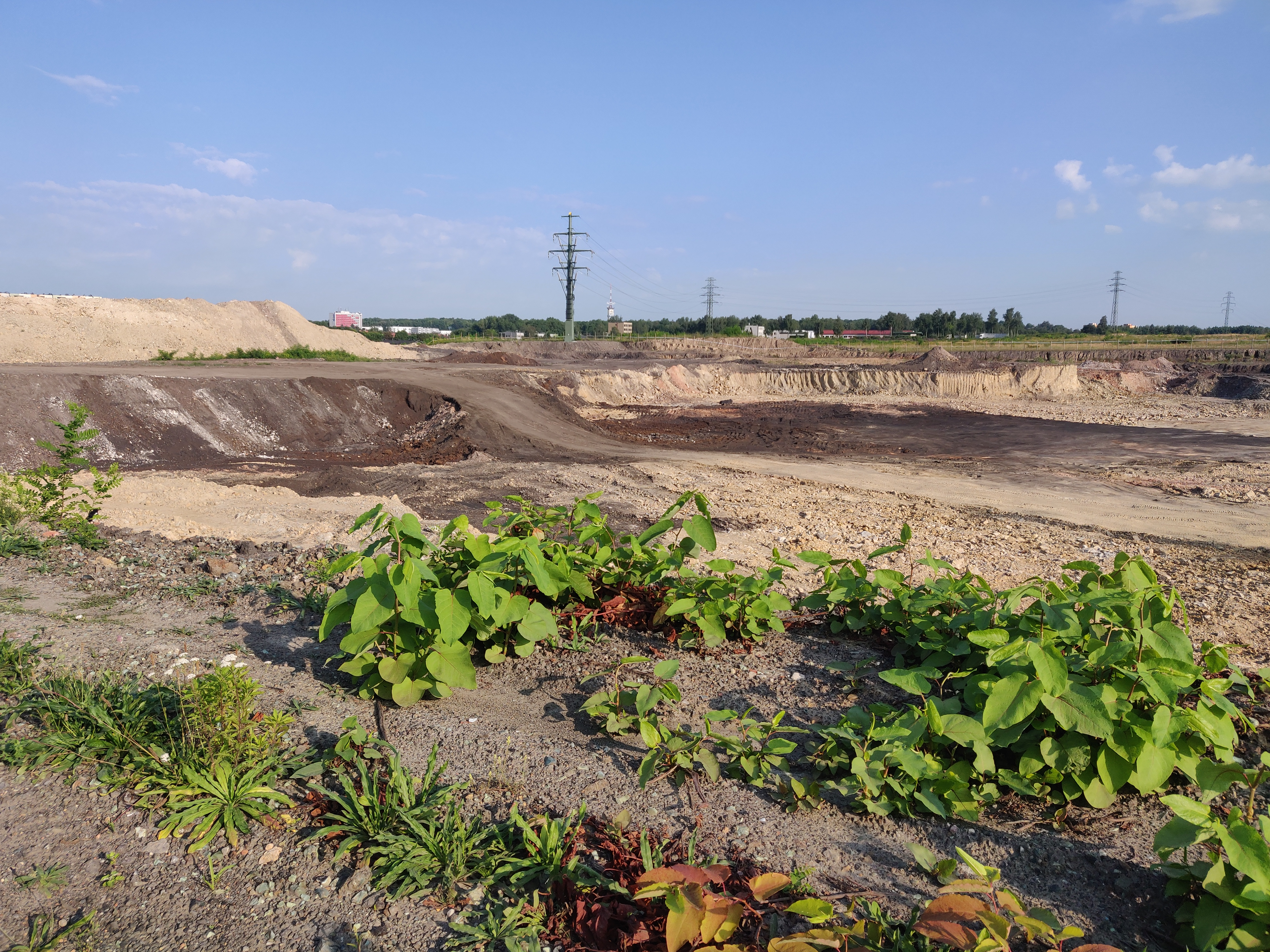
Tereny pohutnicze w rejonie ulicy Konduktorskiej; na pierwszym planie widoczna roślinność ruderalna

Obszar Wełnowca-Józefowca jest silnie przekształcony antropogenicznie, w związku z osadnictwem i przemysłem oraz działalnością po dawnym hutnictwie cynku. Występują tutaj zarówno hałdy, jak i zachodzą osiadania poeksploatacyjne, które w rejonie Wełnowca-Józefowca dochodzą do 6 m. W rejonie ulicy Konduktorskiej znajduje się nieczynne zwałowisko odpadów pohutniczych, powstałe przy zlikwidowanej hucie cynku, potocznie zwane Alpami Wełnowieckimi. Ponadto występują tutaj formy rzeźby terenu stworzone przez człowieka w formie nasypów drogowych i kolejowych. Prawie cały obszar dzielnicy został zrównany antropogenicznie.

### Gleby
W Wełnowcu-Józefowcu gleby zostały w mocnym stopniu przekształcone przez człowieka, przez co wytworzyły się tu gleby antropogeniczne, dla których działalność człowieka jest dominującym czynnikiem glebotwórczym. Na całym obszarze Wełnowca-Józefowca gleby te wykształciły się z piaskowców i w związku z rozwojem urbanistycznym i działalnością przemysłową uległy w znacznej części dewastacji i degradacji. Ponadto są one skażone metalami ciężkimi (również te położone na terenach zalesionych na poziomie ściółki leśnej).
W Wełnowcu-Józefowcu dominują gleby III i IV klasy bonitacyjnej. Spośród klasyfikowanego obszaru Wełnowca-Józefowca, gleby III klasy występują w rejonie ulicy Bytkowskiej na wysokości osiedla Bytkowska Park, a gleby IV klasy przy kolonii Agnieszki i skwerze W. Fojkisa.

### Klimat i topoklimat
Klimat Wełnowca-Józefowca nie wyróżnia się zbytnio od klimatu dla całych Katowic, natomiast jest modyfikowany przez czynniki lokalne (topoklimat). Występuje tu klimat umiarkowany przejściowy z przewagą prądów oceanicznych nad kontynentalnymi. Dominują wiatry zachodnie (około 60% udziału), a w mniejszym stopniu wschodnie i południowe. Średnia roczna temperatura w wieloleciu 1961–2005 dla stacji na Muchowcu wynosi 8,1 °C, lecz zaznacza się tu też zjawisko miejskiej wyspy ciepła, która lokalnie modyfikuje temperaturę powietrza. Najcieplejszym miesiącem jest lipiec (17,8 °C), a najchłodniejszym styczeń (–2,2 °C). Średnie roczne usłonecznienie w wieloleciu 1966-2005 wynosiło 1474 godziny. Średnia roczna suma opadów dla wielolecia 1951–2005 wynosiła 713,8 mm.
Topoklimat Wełnowca-Józefowca jest zależny od stopnia zalesienia, zurbanizowania, a także od położenia względem dolin rzecznych. Cały obszar Wełnowca-Józefowca leży w topoklimacie zabudowanych, wyżej położonych dolin, gdzie notuje się warunki średnio korzystne. Przy zwartej zabudowie i utwardzonych placach powietrze szybciej się nagrzewa w ciągu dnia, a także przy mniejszej wilgoci szybciej traci ciepło.

### Wody powierzchniowe i podziemne
Obszar Welnowca-Józefowca w całości położony jest w dorzeczu Wisły, w zlewni dwóch rzek: Brynicy (niewielki, wschodni fragment dzielnicy przy granicy z Siemianowicami Śląskimi) i Rawy. Pomiędzy tymi zlewniami przebiega dział wodny IV rzędu. Zarówno Rawa, jak i Brynica nie przepływa bezpośrednio przez Wełnowiec-Józefowiec. Jedynym zbiornikiem wodnym na terenie dzielnicy jest staw przy skrzyżowaniu ulicy Konduktorskiej i alei W. Korfantego, położony w zlewni Rawy.
Wełnowiec-Józefowiec wg regionalizacji B. Paczyńskiego z 1995 roku znajduje się w zasięgu XII śląsko-krakowskiego regionu hydrogeologicznego. W tym regionie utwory wodonośne występują we wszystkich seriach stratygraficznych, lecz ich znaczenie jest zależne od kilku czynników, zarówno przyrodniczych, jak i związanych z działalnością człowieka. Obszar dzielnicy położony jest w granicach Jednolitej Części Wód Podziemnych nr 111. Pod Wełnowcem-Józefowcem na całej jego powierzchni zlokalizowany jest jeden z Głównych Zbiorników Wód Podziemnych – nr 329 Bytom. Prowadzi on wody o charakterze szczelinowo-krasowo-porowym w profilu utworów węglanowych z triasu. W granicach miasta brak jest jednak poziomów użytkowych. Miąższość warstwy wodonośnej szacowana jest na 40-250 m, a średnia głębokość ujęć na 60 m.

### Przyroda i ochrona środowiska

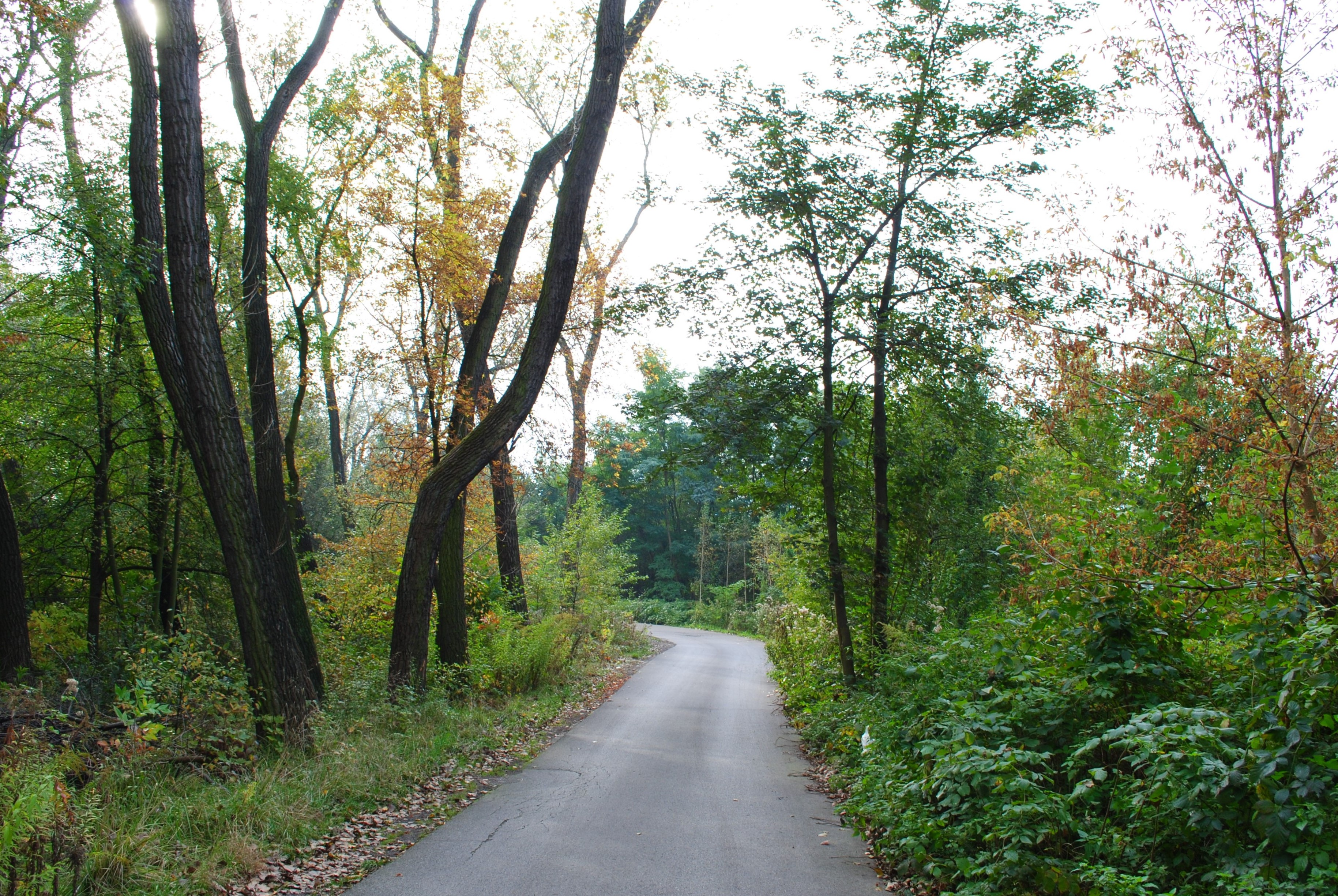
Fragment Lasku Alfreda, będąca lasem z cechami lasu naturalnego

Pierwotna, naturalna szata roślinna na obszarze Wełnowca-Józefowca kształtowała się od czasu ostatnich zlodowaceń, które miały miejsce 12-16 tys. lat temu. Na jej zasobność wpłynęły m.in. rzeźba terenu, sieć rzeczna i zasoby wodne, a od ostatnich 200 lat w najwyższym stopniu działalność człowieka. Pierwotnie wyżej położone rejony Wełnowca-Józefowiec porastały buczyny, a dolinę nieistniejącego obecnie Potoku Wełnowieckiego – grądy. Lasy te zostały wyniszczone na skutek rozwoju górnictwa i hutnictwa. Przed antropopresją obszaru obecnego Wełnowca-Józefowca lasy Puszczy Śląskiej obfitowały w zwierzęta, w tym duże ssaki jak: żubry, tury, łosie, niedźwiedzie brunatne, żbiki czy wilki, a z ptaków – głuszce. Wraz z rozwojem osadnictwa tępiono te z punktu widzenia człowieka szkodniki, zaś wraz z rozwojem rolnictwa pojawiły się zwierzęta związane z obszarami otwartymi.
Obszar Wełnowca-Józefowca został w dużej mierze zurbanizowany, przez co tereny zielone występują w ograniczonej ilości; przede wszystkim w formie zieleni powstałych przy udziale człowieka (głównie rodzinne ogrody działkowe, parki, cmentarze, skwery i tereny rekreacyjne). Do większych terenów zadrzewień i zieleni nieurządzonej na terenie Wełnowca-Józefowca należy Lasek Alfreda w Wełnowcu oraz okolice Parku Wełnowieckiego.

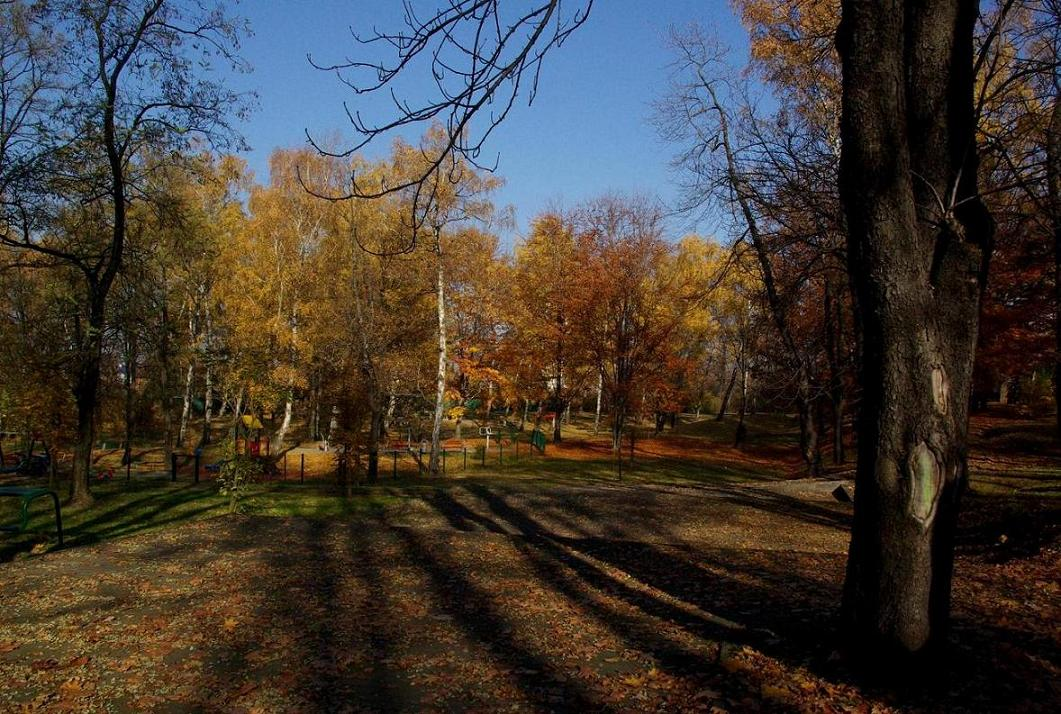
Fragment Parku Wełnowieckiego w 2011 roku w jesiennej scenerii

Roślinnością potencjalną na obszarze Wełnowca-Józefowca są grądy subkontynentalne lipowo-dębowo-grabowe – odmiana małopolska z bukiem i jodłą (forma wyżynna, seria uboga). Współcześnie na terenach zdewastowanych i przekształconych występuje głównie roślinność synantropijna, która jest spotykana w siedliskach ruderalnych, w tym byliny (bylica pospolita i łopian), a miejsca wydeptywane porastają zbiorowiska dywanowe z babką zwyczajną i życicą. Pod względem świata zwierzęcego występują tu gatunki typowe dla ludzkich siedlisk, takie jak wróbel zwyczajny i gołąb skalny, a ponadto kawki, sroki, kosy, gawrony i szpaki. Na ogródkach działkowych, cmentarzach i w urządzonej zieleni miejskiej występują najczęściej sikory, sójki, szpaki, zięby i kosy.
W Wełnowcu-Józefowcu nie ma żadnych powierzchniowych form ochrony przyrody, lecz na obszarach zieleni urządzonej występują drzewa i aleje pomnikowe, w tym jeden pomnik przyrody ustanowiony na mocy uchwały Rady Miasta Katowice z 1 czerwca 2017 roku – położony w Parku Wełnowieckim buk pospolity o wysokości 22 m i pierśnicy 249 cm. Występuje tu też następujące obszary zieleni urządzonej:
- Park Wełnowiecki – park o powierzchni 4,18 ha[48];
- Skwer Walentego Fojkisa – skwer ustanowiony 25 lipca 2012 roku[49].

## Historia

### Początki i rozwój przemysłu
Pierwsze wzmianki dotyczące rejonów obecnego Wełnowca-Józefowca pochodzą z XVII wieku. W 1689 roku pojawia się zapis w metryce parafii św. Szczepana w Bogucicach: Blasius Welna molitor de Kosic (Błażej Wełna z Koszutki). Był on posiadaczem młyna  znajdującego się przy strudze zwanej Wełną lub Wełnianką, która biegła przez Koszutkę, po czym wpływała do Rawy . W północno-wschodniej części obecnego Wełnowca-Józefowca, na skraju Lasku Bytkowskiego, na polecenie Ignacego von Klocha – ówczesnego właściciela Bytkowa w 1773 roku powstała kolonia dziesięciu domów, a do każdego gospodarstwa przydzielone zostały 3 morgi pola. Osada ta od jego imienia była nazwana Ignatzdorf (Ignacowiec) . Nazwę Wełnowiec w późniejszym okresie rozszerzono na nowo powstałą kolonię .

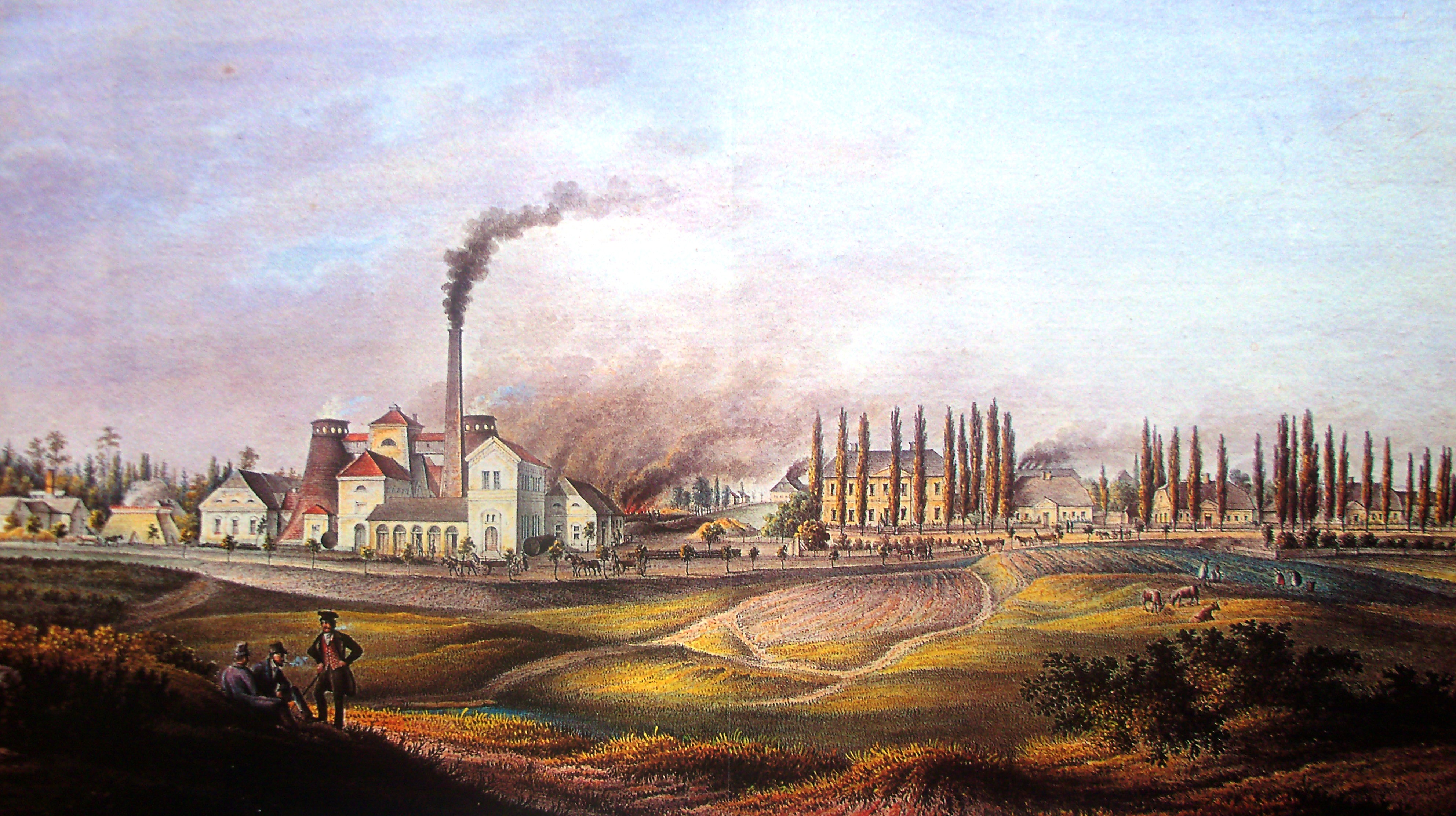
Huta „Hohenlohe” na litografii Ernesta Knippla z połowy XIX wieku

Osada ta miała początkowo charakter rolniczy, a niektórzy mieszkańcy zajmowali się też rzemiosłem. W 1780 roku kolonia liczyła 43 osoby . Dalszy rozwój obszaru dzisiejszego Wełnowca-Józefowca zapoczątkowało górnictwo węgla kamiennego, które rozwinęło się w tym miejscu dzięki płytko zalegającym pokładom. W 1788 roku powstała pierwsza kopalnia – „Caroline”. W 1796 roku  obszar dworski Bytków, w skład którego wchodził również Wełnowiec, został zakupiony od rodu von Kloch przez księcia Fryderyka Ludwika zu Hohenlohe . Na podstawie umowy z 1805 roku wzniesiono hutę żelaza „Hohenlohe”, której budowę ukończono dopiero w 1819 roku. W pierwszej połowie XIX wieku uruchomiono nowe kopalnie węgla kamiennego: „August”, „Maria”, „Alfred” i „Hütte”. W 1821 roku powstała huta cynku „Helena”.

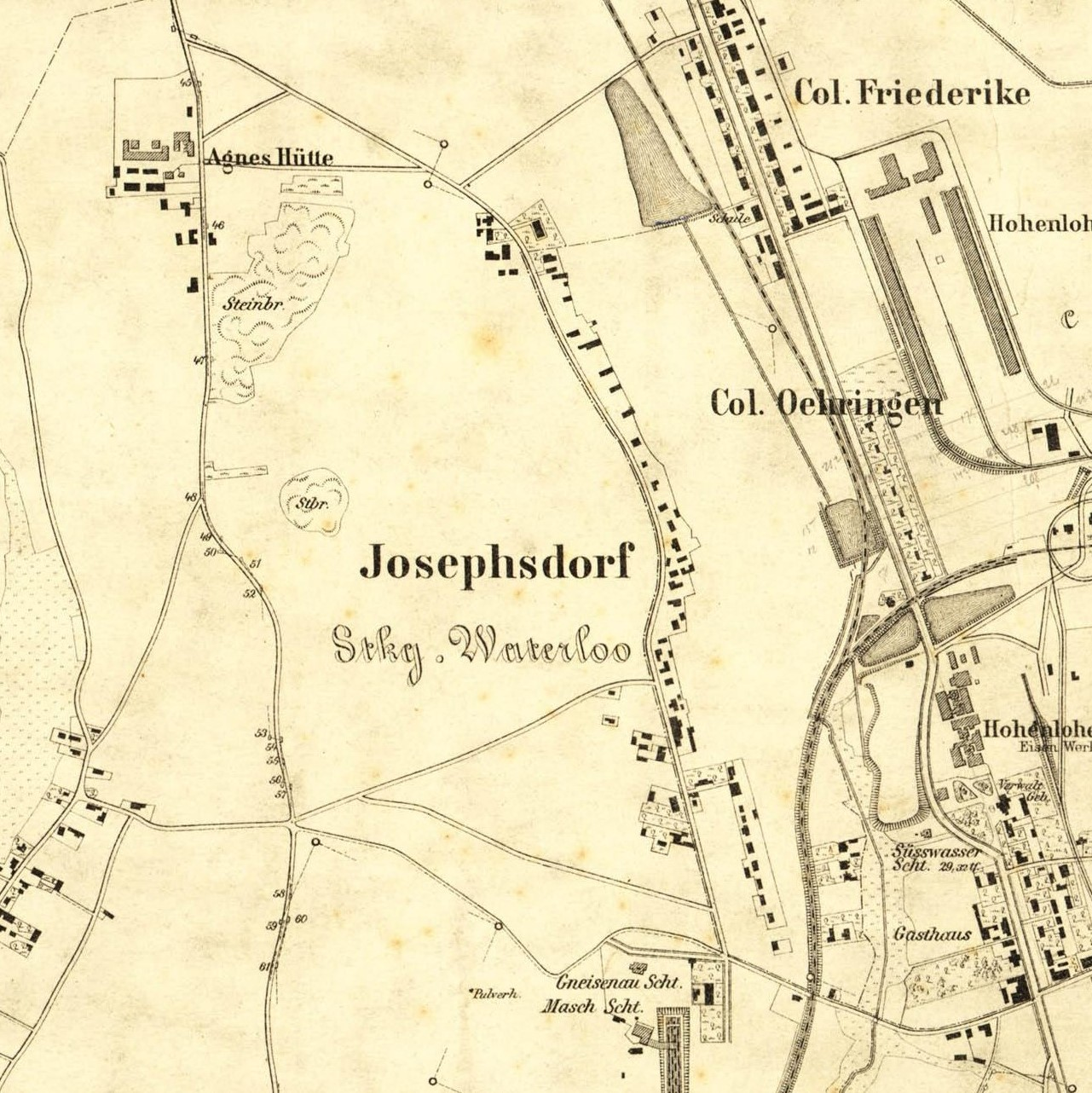
Józefowiec wraz z okolicznymi koloniami: Agnieszki, Fryderyka i Öhringen na mapie z 1880 roku

Józefowiec powstał w 1826 roku, kiedy to ks. Józef Beder – proboszcz chorzowskiej parafii św. Marii Magdaleny – nabył tereny położone na zachód i północ od Dębu od księcia Fryderyka Ludwika zu Hohenlohe, na których następnie ustanowił dwie kolonie: Bederowiec i Józefowiec , na obszarze ówczesnej gminy Dąb. W Józefowcu powstała wtedy karczma oraz trzydzieści chałup, do których przydzielono po dwie morgi ziemi . W 1845 roku we wsi istniało już 35 domów, a mieszkało w niej 312 osób. W 1865 roku Józefowiec liczył 598 osób, a osada ta kształtowała się wzdłuż dzisiejszej ulicy Józefowskiej.
W 1828 roku na obszarze Wełnowca uruchomiono szkołę katolicką. W 1867 roku w Wełnowcu mieszkały 1642 osoby. W latach 40. XIX wieku dla pracowników huty cynku „Agnes” założono kolonię, pierwotnie zwaną kolonią Huta Agnieszki. Sama zaś huta została uruchomiona w 1842 roku. W miejscu wygaszonej huty „August-Helena”, 1 marca 1873 roku uruchomiono huty cynku „Hohenlohe”, natomiast w roku 1889 powstała nowoczesna walcownia cynku. W 1873 roku Wełnowiec wraz z Józefowcem wszedł w skład pruskiego powiatu katowickiego. W 1859 i 1875 roku odnotowano w Wełnowcu pierwsze strajki robotników przemysłu cynkowego i węglowego na Górnym Śląsku. W 1880 roku na obszarze Wełnowca otwarto placówkę pocztową, która do dziś mieści się przy alei W. Korfantego 128. Do Wełnowca również przeniesiono zarząd zakładów przemysłowych księcia Hohenlohego, które w 1905 roku przekształcono w spółkę akcyjną Hohenlohe-Werke. W tym samym roku Christian Kraft, ówczesny właściciel zakładów na terenie Wełnowca, sprzedał swoje zakłady spółce Hohenlohe-Werke . W 1890 roku przy dzisiejszej ulicy Józefowskiej zaczął funkcjonować szpital hutniczy. Wraz z rozwojem przemysłu w Wełnowcu nowa zabudowa powstawała również w sąsiednim Józefowcu (w tym m.in. dwie szkoły powszechne, mieszczące się obecnie przy ulicy Józefowskiej 32 i 52). W 1890 roku Józefowiec zamieszkiwało 1300 osób. Od 1875 do 1894 roku wieś ta była osobną gminą, po czym 1 kwietnia 1894 roku weszła w skład gminy Dąb (wówczas jako gmina Dąb-Józefowiec).

### Lata międzywojenne i II wojna światowa

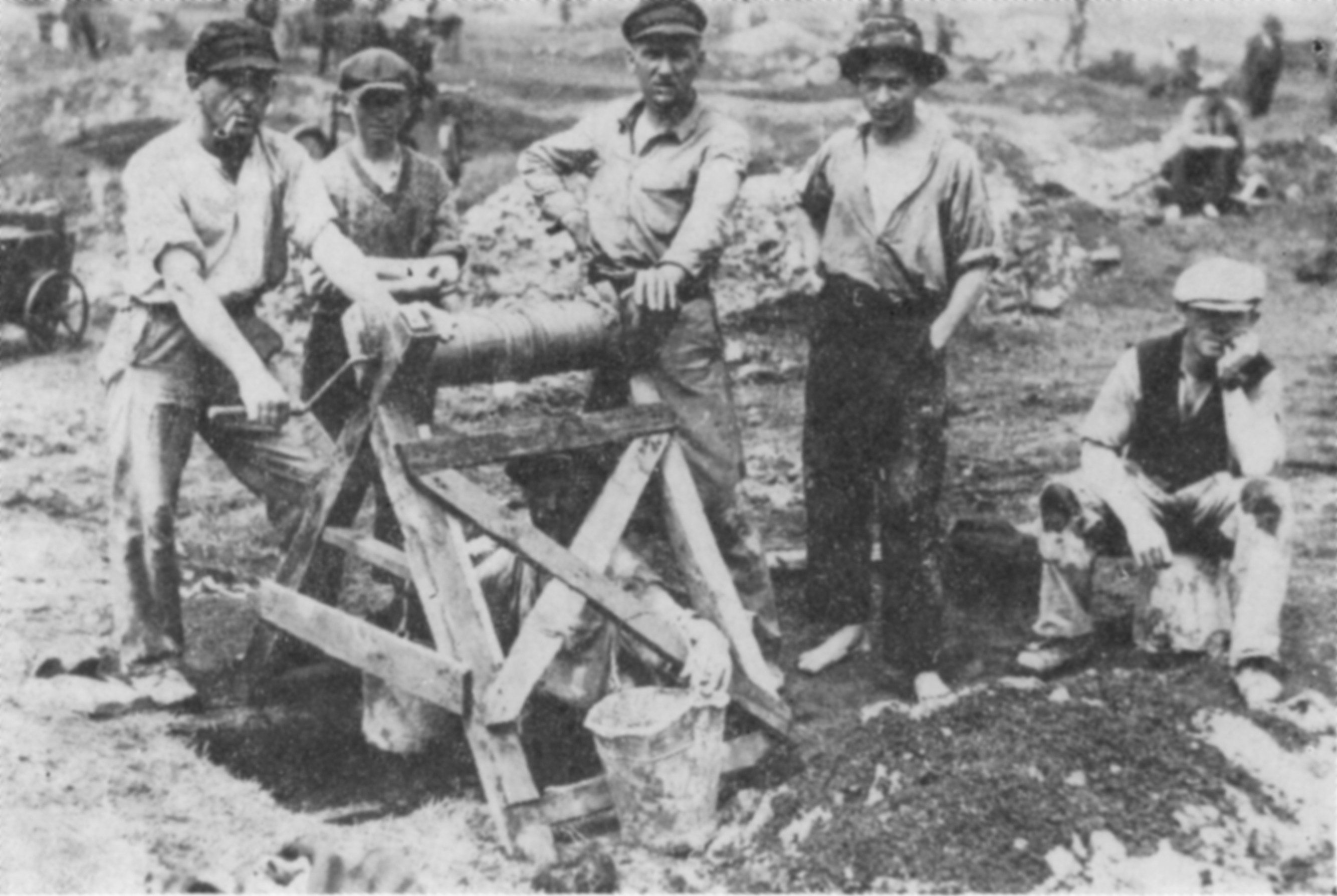
Drążenie biedaszybów na terenie Wełnowca; zdęcie z około 1930 roku

Mieszkańcy Józefowca oraz Wełnowca wzięli czynny udział w plebiscycie i powstaniach śląskich. Z Wełnowca pochodzi Walenty Fojkis – dowódca pułku katowickiego w trzecim powstaniu śląskim, a w latach międzywojennych burmistrz Michałkowic. W nocy z 17 na 18 sierpnia 1919 roku powstańcy z Dębu i Józefowca zebrali się, by uderzyć na posterunki niemieckie w kolonii Agnieszki i Wełnowcu. W czasie plebiscytu w 1921 roku w Wełnowcu wraz z Bytkowem za pozostaniem Górnego Śląska w Niemczech głosowało 643 osób, a 298 za przynależnością do Polski, natomiast w gminie Dąb-Józefowiec za przyłączeniem do Polski głosowało 54% mieszkańców. W czasie trzeciego powstania śląskiego powstańcy z Józefowca weszli w skład batalionu Rudolfa Niemczyka.

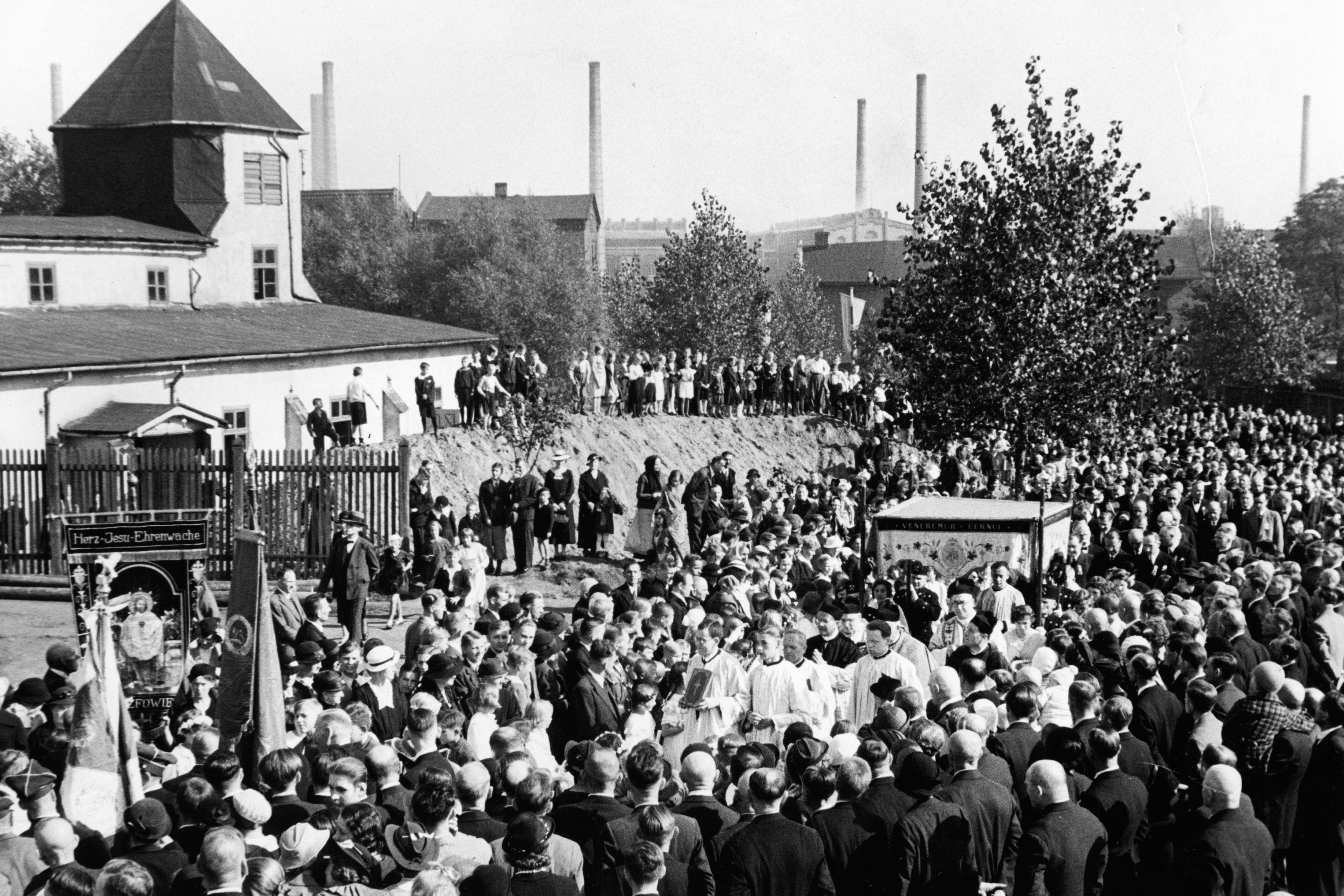
Uroczystość poświęcenia kamienia węgielnego pod kościół św. Józefa Robotnika w 1935 roku; po lewej fragment tymczasowego kościoła

W 1920 roku w pomieszczeniach po magazynie hutniczym powstał pierwszy wełnowiecki kościół rzymskokatolicki, a rok później erygowano parafię. Obecny gmach kościoła ukończono w 1930 roku. W Józefowcu natomiast pierwsze starania na rzecz powstania nowej rzymskokatolickiej wspólnoty parafialnej poczyniono w 1895 roku, lecz lokalię, będącą filią dębskiej parafii, ustanowiono w 1919 roku. W 1935 roku powstał kościół św. Józefa Robotnika . W 1924 roku powołano gminę miejską Wełnowiec, do której prócz Wełnowca przyłączono Józefowiec i kolonię Agnieszki, a także przyfabryczne osady: Alfred i Fryderyka.
Okres 1930–1938 cechował rozwój nielegalnego odkrywkowego wydobycia węgla na terenie wełnowieckiej gminy. Na początku lat 30. XX wieku wzniesiono kolonię dwurodzinnych domków z ogródkami dla urzędników państwowych (tzw. domki wojewódzkie). W rocznicę wybuchu drugiego powstania śląskiego, 14 sierpnia 1938 roku odsłonięto pomnik Powstańców Śląskich. Został on rozebrany przez Niemców w 1939 roku, a nowy postawiono w 1959 roku w miejscu przedwojennego.
W trakcie II wojny światowej gmina Wełnowiec była okupowana przez niemiecką III Rzeszę. Administrację przejął niemiecki zarząd, rozwiązano polskie instytucje kulturalno-oświatowo-sportowe, a także przywrócono niemiecką nazwę gminy: Hohenlohehütte. Produkcję w wełnowieckich zakładach przekierowano wówczas na przemysł zbrojeniowy. Prowadzono również działalność konspiracyjną. W 1945 roku obszar Wełnowca-Józefowca został zajęty przez 1 Front Ukraiński Armii Czerwonej. Po zajęciu osady wojska radzieckie dokonały w krótkim czasie demontażu i wywozu urządzeń w zakładach produkcyjnych .

### Okres powojenny

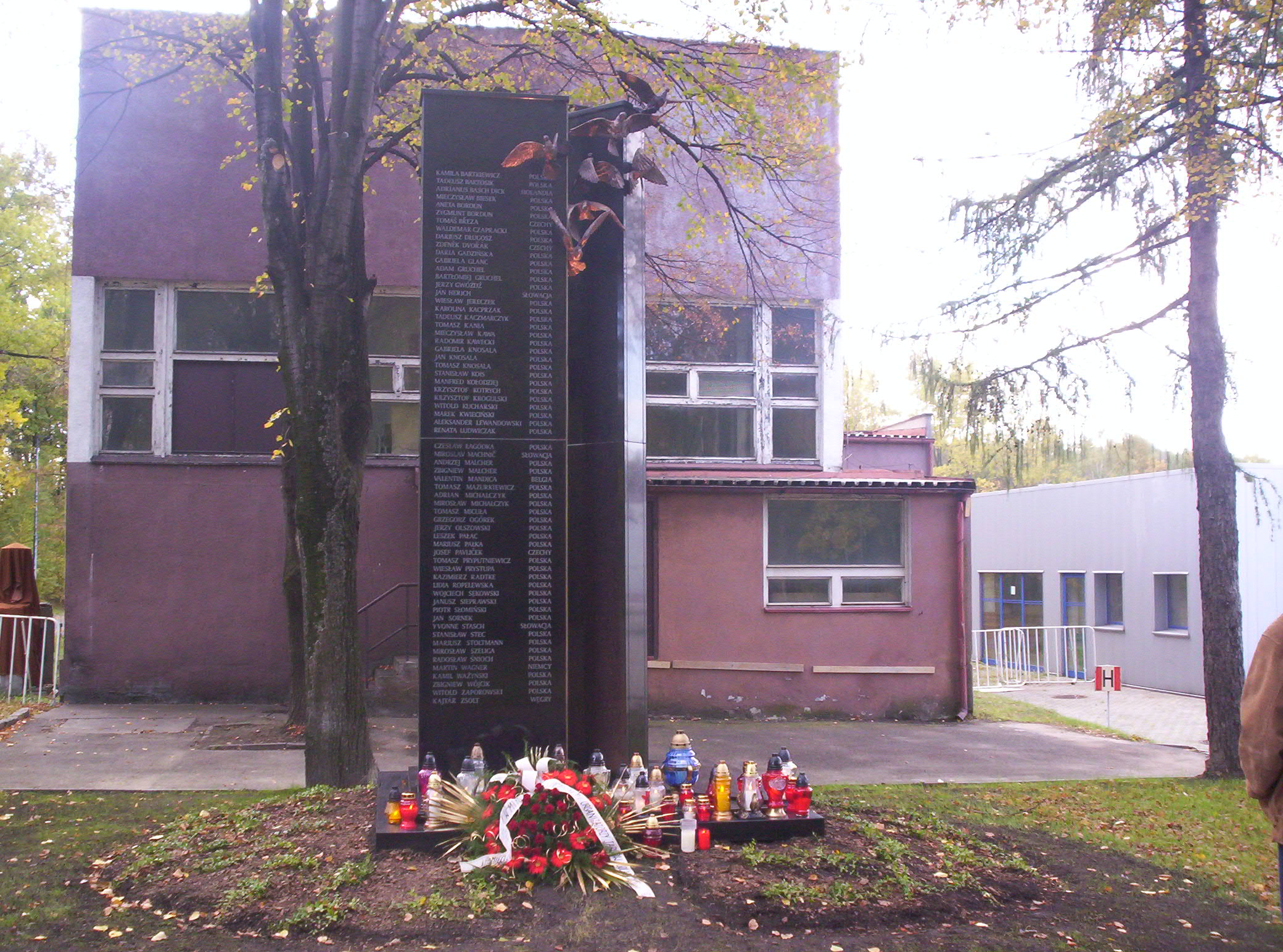
Pomnik upamiętniający zmarłych w katastrofie hali MTK z 2006 roku

W 1951 roku gmina Wełnowiec została przyłączona do Katowic. W późniejszym okresie następował główny rozwój Józefowca. Powstały tam wówczas nowe osiedla kilkupiętrowych bloków mieszkalnych. Znaczącą przebudowę dzielnicy rozpoczęto w 1968 roku, wraz z rozpoczęciem realizacji pierwszego etapu osiedla Szczecińska-Nowotki. Do lat 80. XX wieku powstały również budynki wielorodzinne wraz z placówkami handlowo-usługowymi m.in. przy ulicach: Józefowskiej, prof. J. Mikusińskiego i Słonecznej. W Wełnowcu natomiast do 1951 roku zakończono wydobycie węgla kamiennego, a w 1965 roku powstał projekt rekultywacji nieużytków .
W wyniku ustalenia nowego podziału administracyjnego Katowic w dniu 1 stycznia 1992 roku Józefowiec i Wełnowiec wraz z przyległymi osiedlami i koloniami włączono w skład jednostki pomocniczej Wełnowiec-Józefowiec. Po 1989 roku systematycznie wygaszano produkcję w hucie cynku, a jej hale w 2005 roku wyburzono. Wiele zakładów sprywatyzowano bądź zlikwidowano. Wykonano jednak także sporo inwestycji i remontów, w tym Szkoły Podstawowej nr 17, przebudowano skrzyżowania alei W. Korfantego z ulicami: Gnieźnieńską i Konduktorską . Na terenie Międzynarodowych Targów Katowickich przy ulicy Bytkowskiej 28 stycznia 2006 roku doszło do jednej z największych katastrof budowlanych w Polsce. W trakcie odbywającego się tego dnia targów gołębi pocztowych doszło do zawalenia się hali MTK, w wyniku czego zginęło 65 osób, a 170 zostało rannych.

## Polityka i administracja
Rejon obecnego Wełnowca-Józefowca od średniowiecza należał do ziemi bytomskiej. Znaczny obszar obecnej dzielnicy stanowił część wsi Bytków, prócz południowego fragmentu obecnego Wełnowca, który był częścią Bogucic. Po 1742 roku, kiedy to obszar Górnego Śląska włączono do Prus, utworzono powiaty, a ich granice pokrywały się z dotychczasowymi granicami państw stanowych. W 1796 roku, wraz z przejęciem wsi przez księcia Fryderyka Ludwika Hohenlohe, Ignacowiec wraz z Wełnowcem wszedł w skład obszaru dworskiego Bytków. 1 stycznia 1874 roku powstały okręgi urzędowe (niem. Amtsbezirk) obejmujące kilka gmin i obszarów dworskich. Wśród powstałych okręgów powołano Wełnowiec (niem. Amtsbezirk Hohenholehütte). W jego skład weszły: gmina wiejska Bytków (niem. Bittkow), obszar dworski Bytków wraz z kolonią Ignacowiec (niem. Ignatzdorf) oraz wydzielona z gminy Dąb kolonia Józefowiec (niem. Josephsdorf). W 1873 roku z powiatu bytomskiego wydzielono powiat katowicki, w którego skład weszły rejony obecnego Wełnowca-Józefowca. W latach 1875–1894 istniała przejściowo wydzielona z Dębu gmina Józefowiec, po czym 1 kwietnia 1894 roku gminę tę ponownie włączono do gminy Dąb.

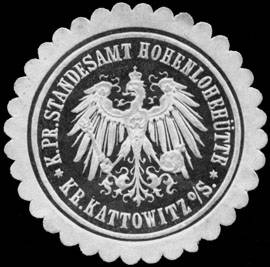
Zalepka Urzędu Stanu Cywilnego w Wełnowcu z drugiej połowy XIX wieku

W okresie przed I wojną światową gmina Wełnowiec używała pieczęci z godłem, które przedstawiało świętego w habicie na unoszącej się chmurze – prawdopodobnie był to św. Ignacy Loyola. Niżej, po obydwu stronach umieszczone były niewielkie drzewa iglaste. Pieczęć z 1922 roku i nowsze były napisowe. Na pieczęci dawnej gminy Józefowiec z 1862 roku widniał równoramienny krzyż z rozszerzonymi końcami, a u dołu na trawie skrzyżowane trzonkami grabie i kosa. Pieczęć z lat 1875–1890 była już napisowa.
Po przyłączeniu rejonu Wełnowca-Józefowca w 1922 roku do Polski, obszar obecnej dzielnicy znajdował się w rejonie obszaru dworskiego Bytków oraz gminy Dąb, będących częścią powiatu katowickiego. Wraz z likwidacją obszarów dworskich rozdzielono obszar Bytków-Wełnowiec na dwie części, z czego z części położonej na południe od drogi Chorzów-Siemianowice (obecna ulica Telewizyjna) powołano nową gminę wiejską – Wełnowiec, funkcjonującą od 1 lipca 1924 roku, a z obszaru dworskiego Chorzów (obecny Chorzów Stary) wyłączono kolonię Agnieszki, którą przyłączono do gminy Dąb. Na mocy ustawy Sejmu Śląskiego z 15 lipca 1924 roku m.in. gminę Dąb (bez obszaru Józefowca) włączono do Katowic. Sam zaś Józefowiec wraz z kolonią Agnieszki włączono do gminy Wełnowiec. Ustawa weszła w życie 15 października 1924 roku. 1 kwietnia 1933 roku gminie Wełnowiec nadano tzw. charakter miejski. Pierwszym komisarycznym naczelnikiem gminy Wełnowiec był Jan Broll, który sprawował swój urząd do czasu wybuchu II wojny światowej. Siedziba zarządu i urzędu gminy znajdowała się przy dzisiejszej alei W. Korfantego, w pobliżu wełnowieckiego kościoła. Budynek ten został wyburzony na przełomie lat 70. i 80. XX wieku .

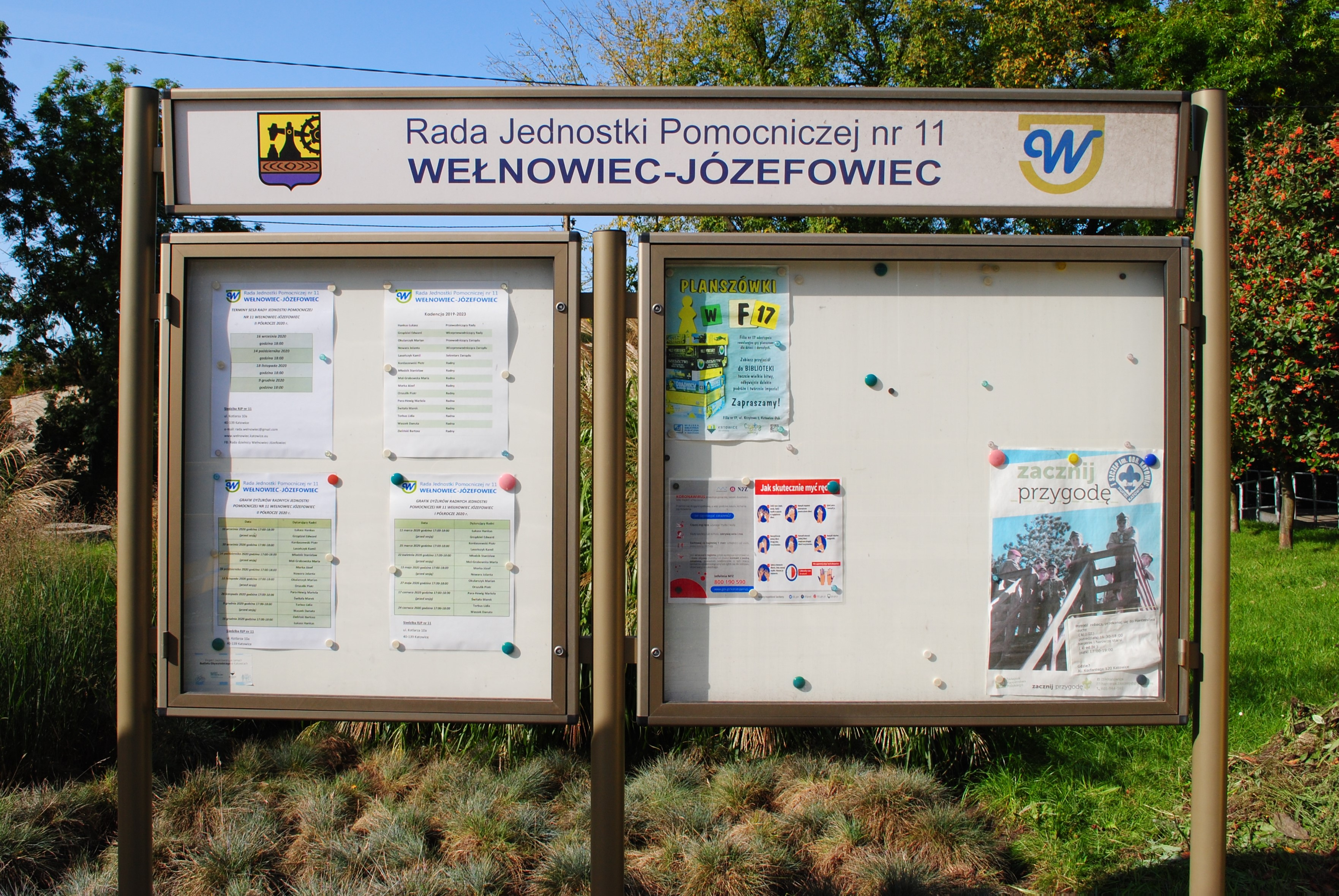
Tablica ogłoszeń ówczesnej Rady Jednostki Pomocniczej nr 11 Wełnowiec-Józefowiec przy alei W. Korfantego

Po II wojnie światowej, 1 kwietnia 1951 roku zniesiono powiat katowicki, a gminę Wełnowiec włączono do miasta Katowice. W październiku 1954 roku podzielono obecne Katowice na dzielnice, z czego obecny obszar Wełnowca-Józefowca w znacznej części stał się częścią dzielnicy Bogucice-Zawodzie, a niewielki fragment w rejonie ulicy Słonecznej i ulicy Krzyżowej był częścią dzielnicy Śródmieście-Załęże. W dniu 1 stycznia 1992 roku w Katowicach utworzono 22 Pomocnicze Jednostki Samorządowe. Według Uchwały nr XLVI/449/97 Rady Miejskiej Katowic z dnia 29 września 1997 roku Wełnowiec-Józefowiec jest statutową dzielnicą w zespole dzielnic północnych i stanowi 11. jednostkę pomocniczą.
Na terenie Wełnowca-Józefowca funkcjonuje Rada Dzielnicy nr 11 Wełnowiec-Józefowiec. Jej statut został uchwalony 30 sierpnia 2010 roku przez Radę Miasta Katowice. W skład rady wchodzi 15 radnych wybieranych na 4-letnią kadencję. Siedziba rady mieści się przy ulicy T. Kotlarza 10a. W trakcie kadencji 2015–2019 zorganizowano łącznie 46 sesji Rady, na których przyjęto 56 uchwał. Ponadto ówczesna Rada oraz Zarząd Jednostki Pomocniczej nr 11 zorganizowały wówczas szereg miejscowych inicjatyw, a także brały udział w spotkaniach dotyczących spraw Wełnowca-Józefowca, w tym związanych z infrastrukturą dzielnicy (np. remonty jezdni czy chodników, montaż elementów małej architektury, organizacja akcji sprzątania dzielnicy czy też udział w pracach projektowych obiektów na terenie dzielnicy) oraz sprawami oświatowo-kulturalno-rekreacyjnymi (w tym współorganizacja corocznego festynu dzielnicowego – Dni Wełnowca-Józefowca, czy też organizacja uroczystości historycznych na terenie skweru W. Fojkisa). Radni wykazali również inicjatywę przy zgłaszaniu projektów do Budżetu Obywatelskiego. W trakcie kadencji 2019–2023 Przewodniczącym Rady był Łukasz Hankus, natomiast Przewodniczącym Zarządu Marian Okularczyk. W czasie kadencji 2011–2015 Przewodniczącym Rady był Marek Nowara, późniejszy Radny Rady Miasta Katowice w latach 2014–2018, wybrany z list Ruchu Autonomii Śląska.
W wyborach do rady miasta Wełnowiec-Józefowiec należy do okręgu nr 1 (Zawodzie, Wełnowiec-Józefowiec, Koszutka, Bogucice). W latach 2018–2023 okręg ten miał 5 przedstawicieli w Radzie Miasta.

## Gospodarka i instytucje

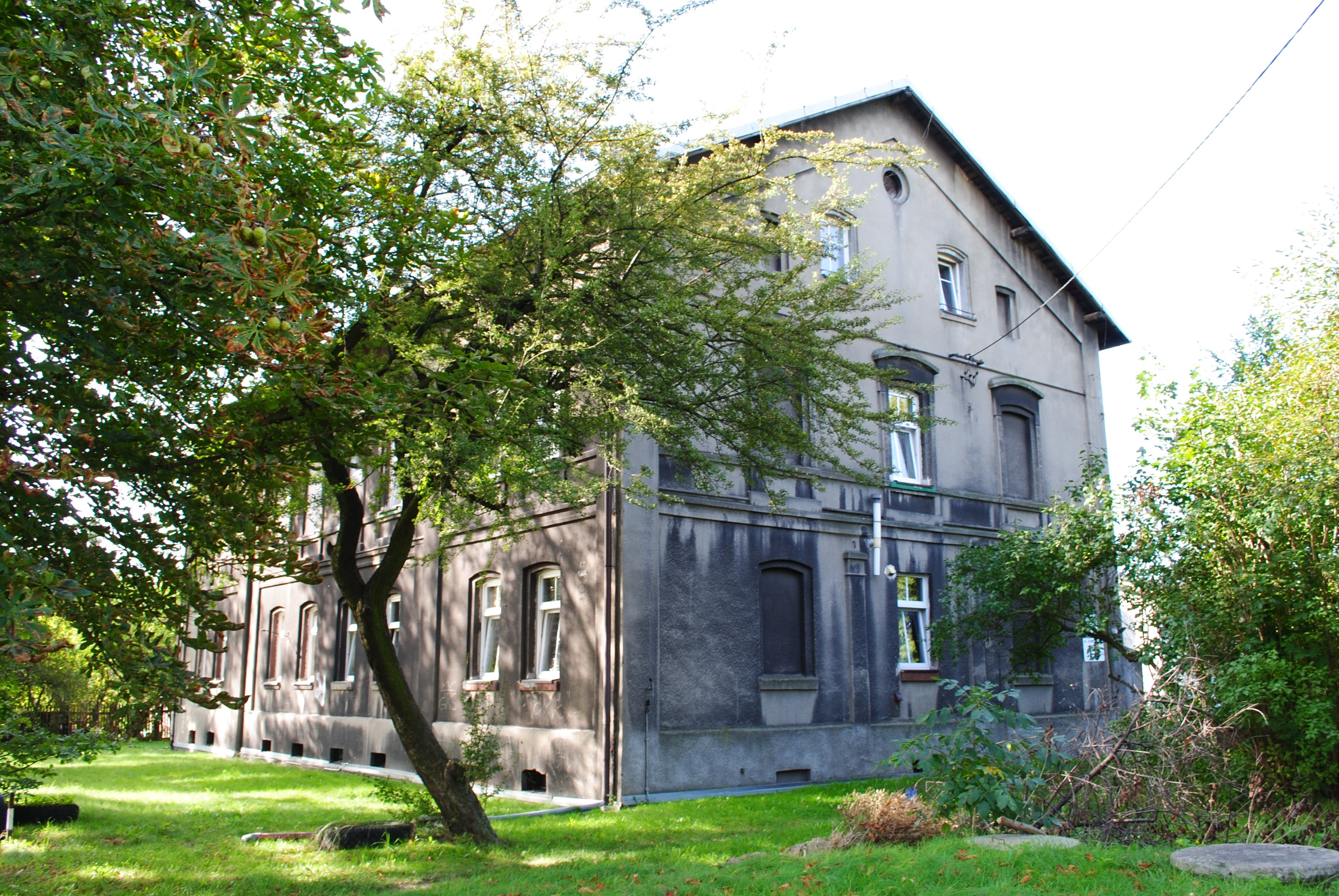
Dawna cechowania kopalni „Waterloo”, położona przy obecnej ulicy Józefowskiej 10

Działalność przemysłowa na terenie Józefowca i Wełnowca zaczęła intensywnie się rozwijać dzięki zalegającym płytko na tym terenie pokładom węgla kamiennego. Pierwszą małą kopalnię założono w 1788 roku – był to zakład „Caroline”, powstały w pobliżu tzw. Alp Wełnowieckich. Wniosek o nadanie pola górniczego pod tę kopalnię złożono 2 listopada 1787 roku. Wydobycie w niej początkowo prowadzono odkrywczo, a potem za pomocą niewielkich szybów. W czerwcu 1805 roku nadano pole górnicze nowej kopalni – „Hohenlohe” . Jej właścicielami byli: książę Fryderyk Ludwik Hohenlohe oraz przemysłowiec John Baildon  Z uwagi na zalewanie jej przez wodę i związanymi z tym długotrwałymi pracami przy jej odwodnieniu, kopalnię oddano do użytku dopiero w 1818 roku. Na podstawie umowy z 1806 roku inwestorzy założyli na terenie osady również hutę żelaza „Hohenlohe”, której budowa została ukończona w 1819 roku. Powstały przy niej dwa wielkie piece opalane koksem. Następne kopalnie nadano po 1829 roku. Powstały wówczas zakłady: „Maria” (w 1829 roku) , „Alfred” i „August” (w 1834 roku) oraz „Hütte” (w 1842 roku) . Od 1848 roku następował proces łączenia mniejszych zakładów wydobywczych w jedną kopalnię – „Hohenlohe”. Zakład tan powstał 13 kwietnia 1869 roku . Połączono wówczas zakłady: „Hohenlohe”, „Maria”, „Caroline” i „Hütte”. Pod koniec XIX wieku wydobycie w skonsolidowanej kopalni Hohenlohe wynosiło około 623 tys. ton węgla kamiennego rocznie. Szyb „Alfred” z uwagi na jego zły stan techniczny w 1913 roku zamknięto. W 1926 roku kopalnię przemianowano na „Wełnowiec”, a 31 marca 1933 roku została ona unieruchomiona.
Na terenie obecnego Wełnowca-Józefowca prowadziła wydobycie również kopalnia „Waterloo”, której współwłaścicielem został w grudniu 1838 roku John Baildon. Teren kopalni rozciągał się od dzisiejszego skrzyżowania ulic Józefowskiej i Bytkowskiej do Pętli Słonecznej, a dalej na zachód do skrzyżowania ulic: Szczecińskiej i Krzyżowej. Eksploatację węgla kamiennego rozpoczęto w marcu 1839 roku. W 1888 roku kopalnia osiągnęła najwyższy poziom wydobycia, a w 1897 roku Wyższy Urząd Górniczy nakazał jej likwidację.

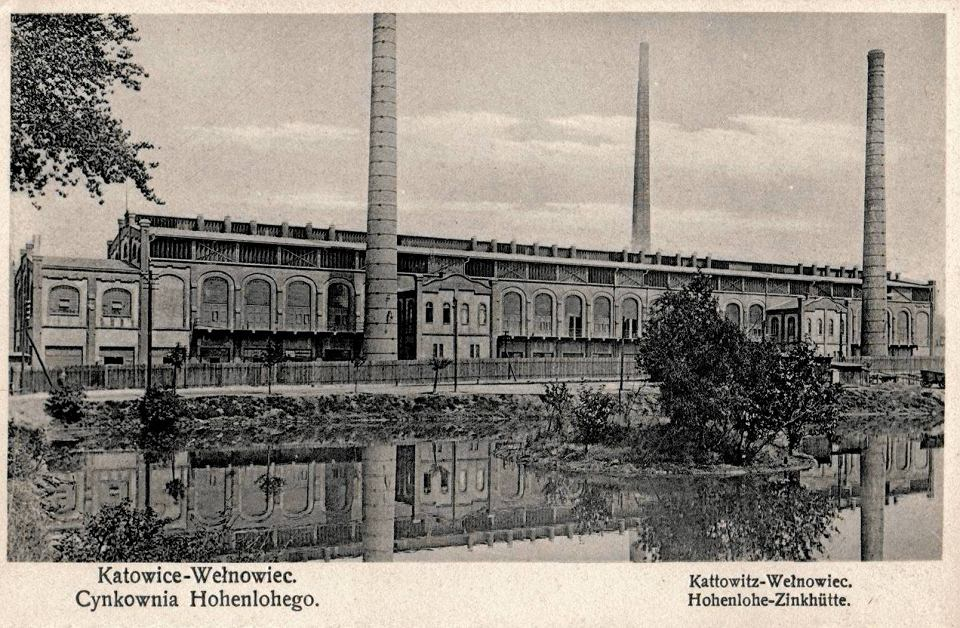
Zabudowa huty cynku „Hohenlohe” około 1930 roku

W Wełnowcu rozwinęło się również hutnictwo cynku. Pierwsza huta cynku powstała w 1821 roku – „Helena”. W 1871 roku rozpoczęto budowę huty „Hohenlohe”, którą uruchomiono 1 marca 1873 roku (późniejsze Zakłady Cynkowe „Silesia”). Wówczas huta ta była jedną z największych na terenie Górnego Śląska – na początku XX wieku koncern Hohenlohe był producentem 55,7% rud cynku, 21,3% blachy cynkowej i 6,8% węgla kamiennego. Po przyłączeniu części Górnego Śląska do Polski zakłady po polskiej stronie zostały skupione w Zakładach Hohenlohego S.A.. W 1936 roku zakład otrzymał nazwę Huta Cynku „Wełnowiec”. Po 1945 roku przemysł został znacjonalizowany. W dawnej siedzibie Zakładów Hohenlohego zlokalizowano Katowickie Zjednoczenie Przemysłu Węglowego. 31 grudnia 1949 roku powołano Zakłady Cynkowe „Wełnowiec”. 1 lipca 1961 roku w jedno przedsiębiorstwo połączono Zakłady Cynkowe „Silesia” w Wełnowcu i Zakłady Cynkowe „Silesia” w Świętochłowicach-Lipinach pod nazwą Zakłady Cynkowe „Silesia”. W 1984 roku przemianowano przedsiębiorstwo na Zakłady Metalurgiczne „Silesia”. Obecnie ZM Silesia jest spółką akcyjną z siedzibą przy ulicy Konduktorskiej 8 i zajmuje się przetwórstwem cynku.

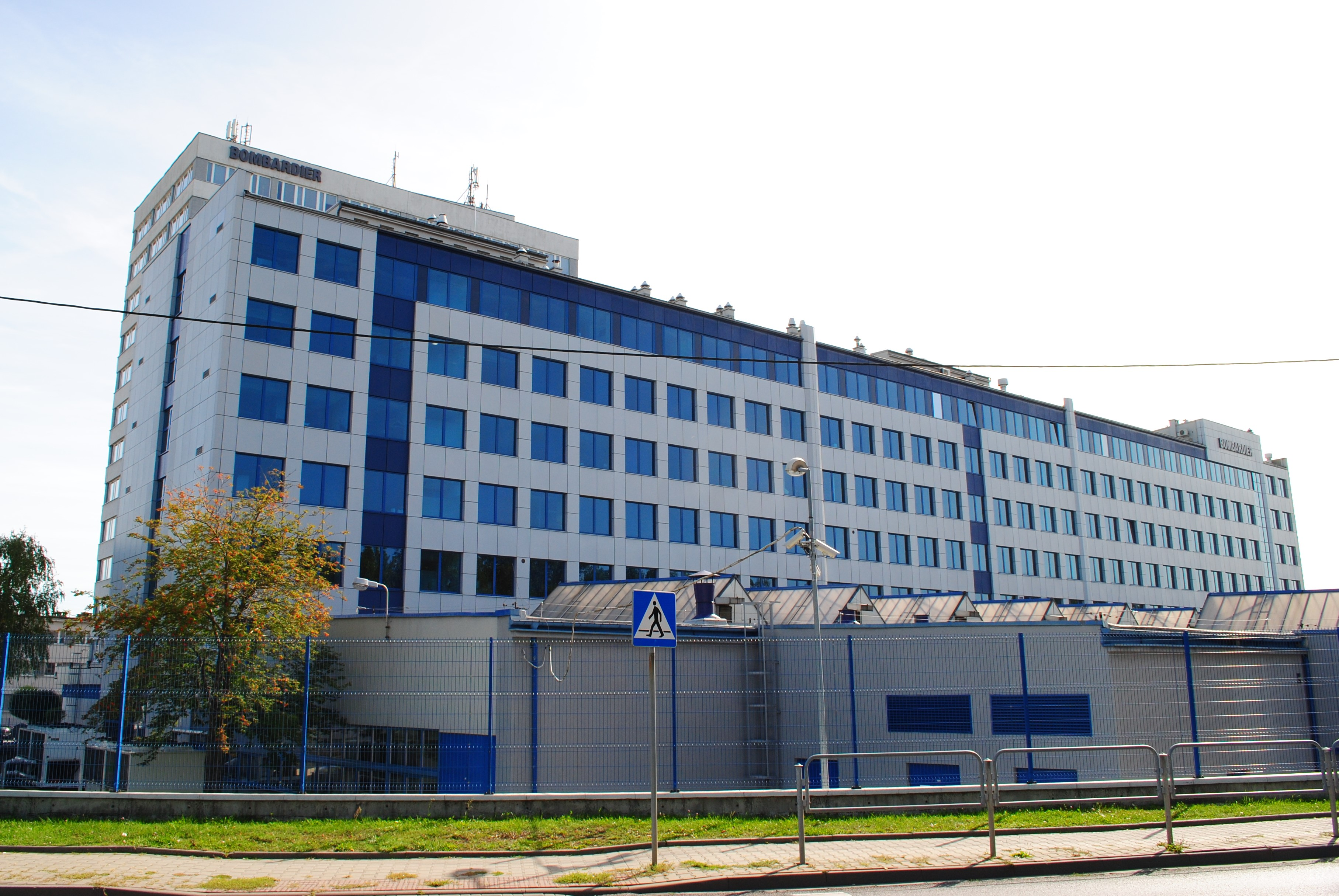
Zakłady firmy ALSTOM ZWUS przy ulicy Modelarskiej

Nowe przedsiębiorstwa na terenie Józefowca i Wełnowca z innych branż powstały w latach dwudziestych XX wieku. Były to m.in.: fabryka chemiczna Sigma, Górnośląska Fabryka Czekolady, Pierników i Cukrów E. Vespera, Fabryka Mebli Stalowych E. Postułki, Fabryka Telefonów, odlewnia żelaza i zakłady spożywcze. Na obszarze gminy Wełnowiec powstały również następujące zakłady: Ericsson (po II wojnie światowej Zakłady Wytwórcze Urządzeń Sygnalizacyjnych), Fabryka Sprzętu i Narzędzi Górniczych Rapid i Śląskie Zakłady Mechaniczno-Optyczne OPTA . W latach powojennych na obszarze Wełnowca-Józefowca rozwijał się przemysł poligraficzny i elektroniczny.
W związku z przemianami gospodarczo-ustrojowymi po 1989 roku przedsiębiorstwa na terenie dzielnicy sprywatyzowano bądź zlikwidowano. W tym czasie wygaszano produkcję w hucie cynku – ostatnie hale hutnicze wyburzono w 2005 roku. W tym samym roku rozpoczęto również działania na rzecz powstania parku przemysłowego. Spółka Górnośląski Park Przemysłowy rozpoczęła na granicy Katowic i Siemianowic Śląskich przekształcanie terenów poprzemysłowych po hucie cynku w nowoczesny kompleks gospodarczy . W 1992 roku w budynkach byłego Ośrodka Postępu Technicznego przy ulicy Bytkowskiej powołano Międzynarodowe Targi Katowickie, które organizowały liczne imprezy handlowo-wystawiennicze.

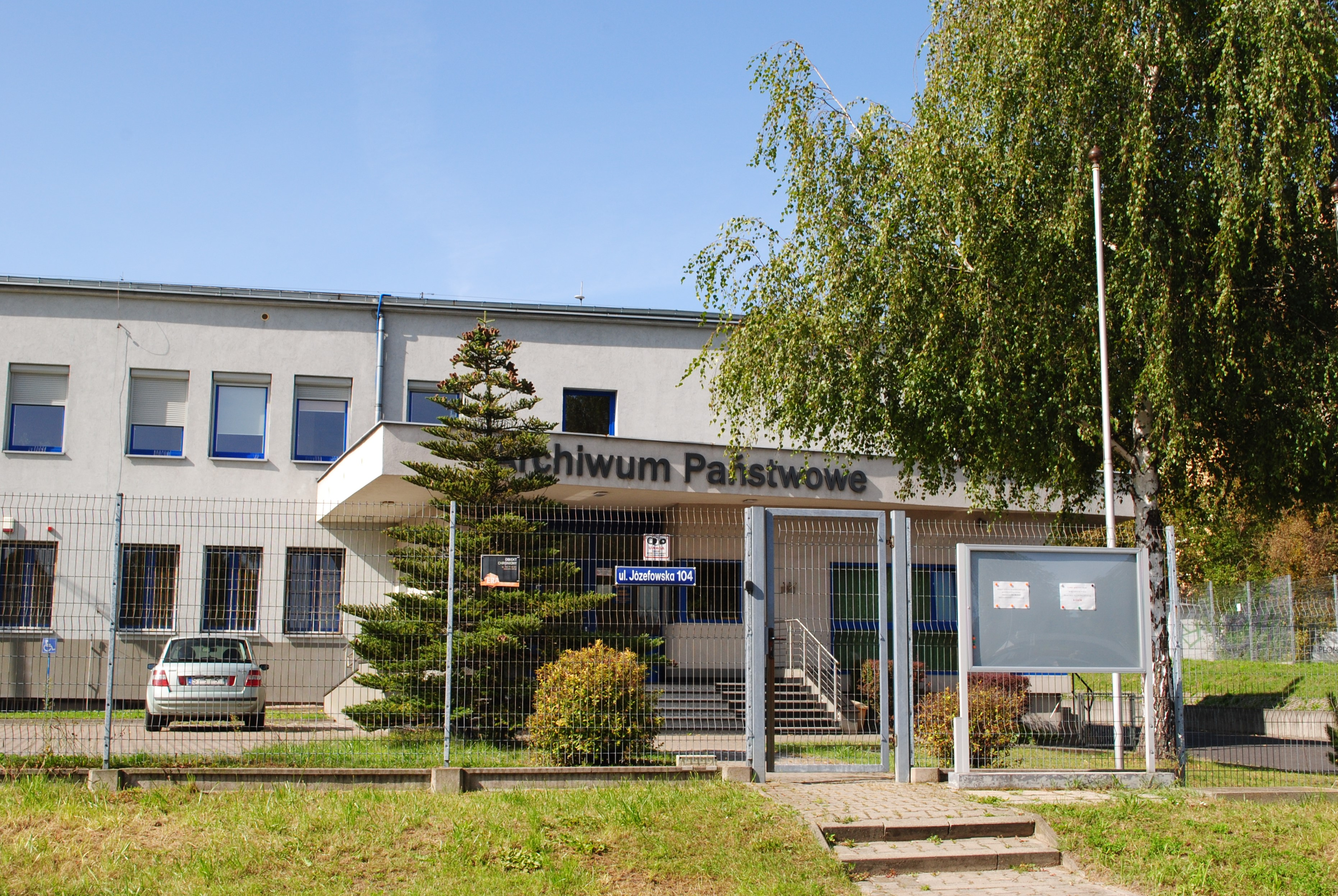
Siedziba Archiwum Państwowego w Katowicach (ulica Józefowska 104)

Do większych przedsiębiorstw działających na obszarze Wełnowca-Józefowca należy m.in. przedsiębiorstwo z dziedziny przemysłu elektroenergetycznego ZPUE, które ma jeden ze swoich zakładów w zakupionym w 2007 roku budynku po dawnym Elektromontażu. Ponadto swoje placówki w dzielnicy ma producent elementów mechanicznych TRANSCOM, a w miejscu dawnych Zakładów Wytwórczych Urządzeń Sygnalizacyjnych  funkcjonują zakłady firmy ALSTOM ZWUS. Przy ulicy Modelarskiej 11 swoją siedzibę ma Fabryka Sprzętu i Narzędzi Górniczych FASING, która jest jednym z największych producentów łańcuchów dla różnych branż przemysłu.
Na terenie Wełnowca-Józefowca swoją siedzibę ma kilka instytucji o zasięgu miejskim bądź regionalnym. W dawnej siedzibie dyrekcji Zakładów Hohenlohego przy alei W. Korfantego ma swoją siedzibę Sąd Apelacyjny w Katowicach. Przy ulicy Owocowej znajduje się m.in. placówka Urzędu Statystycznego w Katowicach oraz Okręgowy Inspektorat Pracy w Katowicach Państwowej Inspekcji Pracy. Swoją siedzibę w Wełnowcu-Józefowcu mają też: Archiwum Państwowe w Katowicach, Oddział Instytutu Pamięci Narodowej  oraz Regionalny Ośrodek Polityki Społecznej Województwa Śląskiego.
Według stanu z 31 grudnia 2013 roku w Wełnowcu-Józefowcu było zarejestrowanych 2055 podmiotów gospodarczych w systemie REGON, co stanowiło 4,5% wszystkich podmiotów w Katowicach, z czego mikroprzedsiębiorstw było 1930 (129 przedsiębiorstw na 1000 mieszkańców dzielnicy; średnia dla miasta wynosiła wówczas 145 mikroprzedsiębiorstw na 1000 osób). W 2013 roku w Wełnowcu-Józefowcu były 553 osoby bezrobotne.
Na terenie Wełnowca-Józefowca wykształciły się dwa obszary będące lokalnym ośrodkiem usługowym:
- rejon skrzyżowania ulic: Szczecińskiej, Krzyżowej, T. Kotlarza i ks. P. Ściegiennego – obszar, w rejonie którego znajdują się placówki handlowe i oświatowe, dom kultury, biblioteka, obszary rekreacyjne oraz przystanki transportu zbiorowego[109];
- ulica Józefowska na odcinku od ulicy M. Karłowicza do ulicy Rysia oraz rejon pomiędzy ulicami: Szczecińską i prof. J. Mikusińskiego – na tym obszarze znajdują się placówki handlowe i oświatowe, biblioteka, kościół, obszary rekreacyjne oraz przystanki transportu zbiorowego[109].

## Infrastruktura techniczna

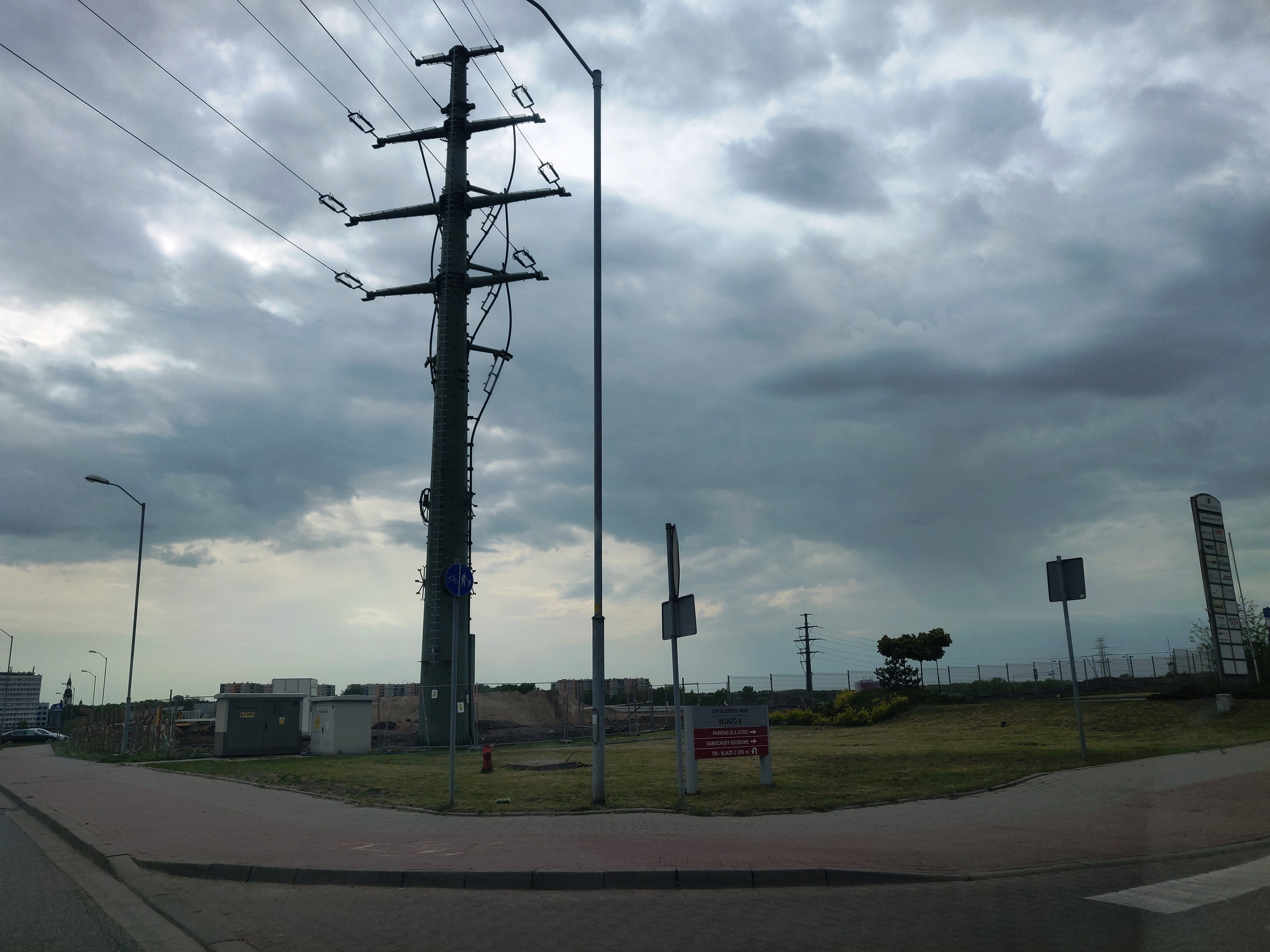
Fragment elektroenergetycznej sieci wysokiego napięcia 110 kV w rejonie ulicy Konduktorskiej w Wełnowcu-Józefowcu

Na terenie dzielnicy nie ma ujęć wody pitnej – Wełnowiec-Józefowiec, jaki całe Katowice korzystają z ujęć powierzchniowych ze zbiorników: Goczałkowickiego na Wiśle, Czanieckiego na Sole i ujęć wody w Dziećkowicach, Maczkach i Kozłowej Górze. Woda ze Stacji Uzdatniania Wody jest rozprowadzana poprzez wodociągi magistralne oraz rozdzielcze. Przez teren Wełnowca-Józefowca przechodzą sieci wodociągowe magistralne, będące w zarządzie Katowickich Wodociągów (wśród nich sieć magistralna 600 Al. Korfantego - centrum), a także sieć wodociągowa pod zarządem Górnośląskiego Przedsiębiorstwa Wodociągów - sieć wzdłuż ulicy Bytkowskiej, Telewizyjnej i alei W. Korfantego.
Sieć wodociągowa w rejon obecnego Wełnowca-Józefowca została doprowadzona w 1894 roku do Wełnowca, z uwagi na panującą w okolicy epidemię cholery. Wodociąg był ciągnięty z kopalni „Cleophas” („Kleofas”). Ze względu na znaczny wzrost zużycia wody przez Katowice, z Dąbrówki Wielkiej doprowadzono rurociąg magistralny wykonany z rur żeliwnych. W latach 1895–1897 wzdłuż istniejących dróg ułożono odcinek o średnicy 450 mm pomiędzy Bytkowem a Kolonią Alfred, 350/300 mm z Alfreda przez Wełnowiec i Koszutkę do Katowic oraz kilka odnóg, w tym o średnicy 100 mm z Wełnowca do Józefowca. Równolegle do rurociągów magistralnych, w latach 1905–1907 powstały nowe ciągi. Wodę z kopalni galmanu „Rosaliengrube” w Dąbrówce Wielkiej zaczęto rozprowadzać od 1 stycznia 1896 roku.
Sieć kanalizacyjna Wełnowca-Józefowca jest zarządzana przez spółkę Katowickie Wodociągi i jest ona eksploatowana przez Oddział Eksploatacji Sieci Kanalizacyjnej–Centrum. Sieć kanalizacyjna Wełnowca-Józefowca położona jest w zlewni oczyszczalni ścieków Gigablok, będącej własnością spółki Katowicka Infrastruktura Wodociągowo-Kanalizacyjna. W ramach przebudowy systemu kanalizacji sanitarnej zrealizowano m.in. kolektor „Wełnowiecki-II” o średnicy 1600 mm.
Zaopatrzenie w energię elektryczną mieszkańców Wełnowca-Józefowca odbywa się poprzez sieć wysokiego napięcia 110 kV, łączącą ją z pobliskimi elektrowniami. Jedyna stacja elektroenergetyczna w granicach Wełnowca-Józefowca znajduje się w rejonie ulic: Cisowej i Owocowej. Jest to stacja „Wełnowiec” o poziomie transformacji 110/20/6 kV, posiadająca dwa transformatory: 25 i 16 MVA. Sieć elektroenergetyczna biegnie wschodnią częścią Wełnowca-Józefowca, wzdłuż granicy z Siemianowicami Śląskimi. Sieć energetyczna zarządzana jest przez grupę Tauron. Średnie zużycie energii elektrycznej w przeliczeniu na jedno gospodarstwo domowe w Katowicach wynosiło w 2006 roku 865,7 kWh.

## Demografia
| Okres/ l. ludności   | przedprodukcyjny (0–18 lat) | produkcyjny (18-60/65 lat) | poprodukcyjny (pow. 60/65 lat) | Razem  |
| -------------------- | --------------------------- | -------------------------- | ------------------------------ | ------ |
| Ogółem               | 2162                        | 8497                       | 3872                           | 14 531 |
| kobiety              | 1055                        | 4058                       | 2595                           | 7708   |
| mężczyźni            | 1107                        | 4439                       | 1277                           | 6823   |
| Wskaźnik feminizacji | 95                          | 91                         | 203                            | 113    |

Pierwsze dane demograficzne dotyczące ludności w rejonie Wełnowca-Józefowca pochodzą z XVIII wieku. Wówczas to w 1780 roku kolonia Ignacowiec (Wełnowiec) liczyła 43 mieszkańców . W 1850 roku mieszkało w Wełnowcu 406 osób . Około 1840 roku w dwudziestu znajdujących się na terenie Wełnowca familokach mieszkało 377 osób, a w 1867 roku w Wełnowcu – 1642 osoby. W 1826 roku założono Józefowiec, w którym ks. Józef Beder osadził 30 chałupników. W 1845 roku w Józefowcu znajdowało się 35 domów, w których mieszkało 312 osób. W 1862 roku Józefowiec był zamieszkany przez 510, w 1871 roku przez 752, a w 1873 roku przez 1000 osób . 31 lipca 1930 roku na terenie gminy Wełnowiec mieszkały 11 184 osoby, z czego 5606 osób stanowili mężczyźni, a 5578 osób kobiety. Według danych z 30 czerwca 1935 roku w gminie Wełnowiec mieszkało 11 788 osób, w tym 5928 mężczyzn i 5860 kobiet. Zaraz po 1945 roku liczba ludności gminy Wełnowiec uległa zmniejszeniu z uwagi na akcje wysiedleńcze oraz migrację.
Po 1988 roku w Wełnowcu-Józefowcu notuje się systematyczny spadek liczby mieszkańców. W tamtym czasie na obszarze tej dzielnicy mieszkało 18 923 osób i pod względem struktury wiekowej dominowały osoby w wieku 30-44 lat, a najmniej było osób w wieku 60 lat i więcej. Według stanu z grudnia 2007 roku Wełnowiec-Józefowiec liczył 15 924 mieszkańców (5,0% mieszkańców całego miasta). Była on wówczas 8. pod względem ludności dzielnicą Katowic (na 22 dzielnice miasta). Średnia gęstość zaludnienia wynosiła wówczas 5060 osób/km² i była wyższa niż średnia dla całych Katowic, wynosząca wtedy 1916 osób/km². Liczbowo dominowały osoby w przedziale lat 45-59 oraz 60 i więcej, a najmniejszy udział był osób w wieku 0-14 lat. Według badań sondażowych przeprowadzonych w 2012 roku, 43,3% badanych mieszkańców Wełnowca-Józefowca zadeklarowało narodowość polską, 25,4% narodowość śląską, a 31,3% jednocześnie śląską i polską. Struktura wiekowo-płciowa mieszkańców Wełnowca-Józefowca w 2015 roku przedstawiona jest w tabeli obok.
Szczegółowe dane dotyczące liczby ludności w poszczególnych latach na obszarze Józefowca i Wełnowca (do 1924 roku), gminy Wełnowiec (do 1951 roku) i obszaru Wełnowca-Józefowca (od 1988 roku) przedstawia poniższy wykres:
Źródła danych i uwagi: 1780 (Ignacowiec) ; 1885 (w tym 1779 osób w Józefowcu i 760 osób w Wełnowcu); 1930 (dane za 31 lipiec 1930 roku); 1935 (30 czerwca 1935 roku); 1939 (dane za 17 maj 1939 roku; według innego źródła -  - tyle samo osób mieszkało 10 lutego 1945 roku); 1946 (dane za maj); 1988; 1997; 2005; 2010; 2015; 2020

## Architektura i urbanistyka
Wełnowiec-Józefowiec jest dzielnicą o dominującej funkcji mieszkaniowej wraz ze znaczącym udziałem terenów produkcyjno-usługowych i obszarów infrastruktury komunalnej. Na jej terenie znajduje się kilka historycznych kolonii mieszkaniowych, w tym Kolonia Agnieszki i Kolonia Alfred, których część budynków jest w niezadowalającym stanie technicznym. Historyczna zabudowa ciągnie się również wzdłuż ulicy Józefowskiej i ulicy Bytomskiej. Zabudowa wielorodzinna koncentruje się w rejonie ulicy Szczecińskiej i ulicy prof. J. Mikusińskiego, natomiast nowa zabudowa jednorodzinna m.in. w rejonie ulic: Promiennej, I. Daszyńskiego i Alfreda. Funkcję przemysłową i gospodarczą mają obszary w rejonie dawnej ulicy Energetyków oraz ulic: Modelarskiej, M. Karłowicza, Konduktorskiej i wzdłuż alei W. Korfantego, na terenach po hucie cynku. Jednocześnie Wełnowiec-Józefowiec posiada znaczne rezerwy pod dalszy rozwój, m.in. w rejonie dawnych ZM Silesia, które na podstawie przepisów miejscowego planu zagospodarowania przestrzennego pozostały niekierunkowe. Na terenie Wełnowca-Józefowca udział powierzchni zabudowanej w powierzchni terenu wynosił w 2007 roku 29%, wskaźnik intensywności zabudowy netto 0,54, natomiast średnia ważona liczby kondygnacji kształtowała się na poziomie 1,86.

### Rozwój urbanistyczny
Początkowo osadnictwo w Wełnowcu-Józefowcu koncentrowało się w Wełnowcu, gdzie powstawały luźno zlokalizowane budynki  i dopiero wraz z uruchomieniem zakładów przemysłowych w XIX wieku zaczęto budować domy mieszkalne dla robotników, początkowo wzdłuż drogi od istniejącego obecnie stawu hutniczego w kierunku Huty Laura, po obu stronach dzisiejszej alei W. Korfantego . Przy nadanej w 1834 roku kopalni „Alfred” powstała kolonia robotnicza dla jej górników, natomiast w latach 50. XIX wieku na wysokości dzisiejszej ulicy M. Karłowicza powstała kolonia Fryderyka. W podobnym czasie powstała kolonia Öhringen, która znajdowała się w rejonie obecnej ulicy Gnieźnieńskiej .
Józefowiec, założony w 1826 roku, początkowo składał się z karczmy oraz trzydziestu chałup. Według mapy z 1827 roku zabudowa chłopska koncentrowała się po wschodniej stronie obecnej ulicy Józefowskiej. W 1845 roku we wsi istniało już 35 domów. W tym czasie, w drugiej połowie XIX i na początku XX wieku, dla rodzin robotników hut i kopalń zakładów „Hohenlohe” powstało szereg budynków mieszkalnych; część z nich przetrwała do dziś. Po włączeniu w 1894 roku Józefowca do gminy Dąb z głównej ulicy wytyczono boczne szosy – obecne ulice: Rysią, Gnieźnieńską, M. Karłowicza, a na przełomie XIX i XX wieku ulicę Modelarską. W latach 90. XIX wieku powstała restauracja Carla Geislera – obecnie hala sportowa przy ulicy Józefowskiej 40.
W związku z przeniesieniem zarządu zakładów księcia Hohenlohego oraz powstaniem spółki akcyjnej Hohenlohe-Werke, około 1905 roku powstał neoklasycystyczny gmach dla dyrekcji spółki, natomiast dla inżynierów i urzędników wzniesiono osiedle willowe w rejonie alei W. Korfantego, ulicy Jesionowej i ulicy Cisowej. W 1927 roku wybudowano domy mieszkalne przy obecnej alei W. Korfantego 134 i 136, zaprojektowane przez Tadeusza Michejdę. Na początku lat 30. XX wieku w rejonie dzisiejszych ulic: Józefowskiej i Bytomskiej powstała kolonia domów wojewódzkich, przeznaczona dla urzędników administracji państwowej.

Budynki przedwojenne na terenie Wełnowca-Józefowca
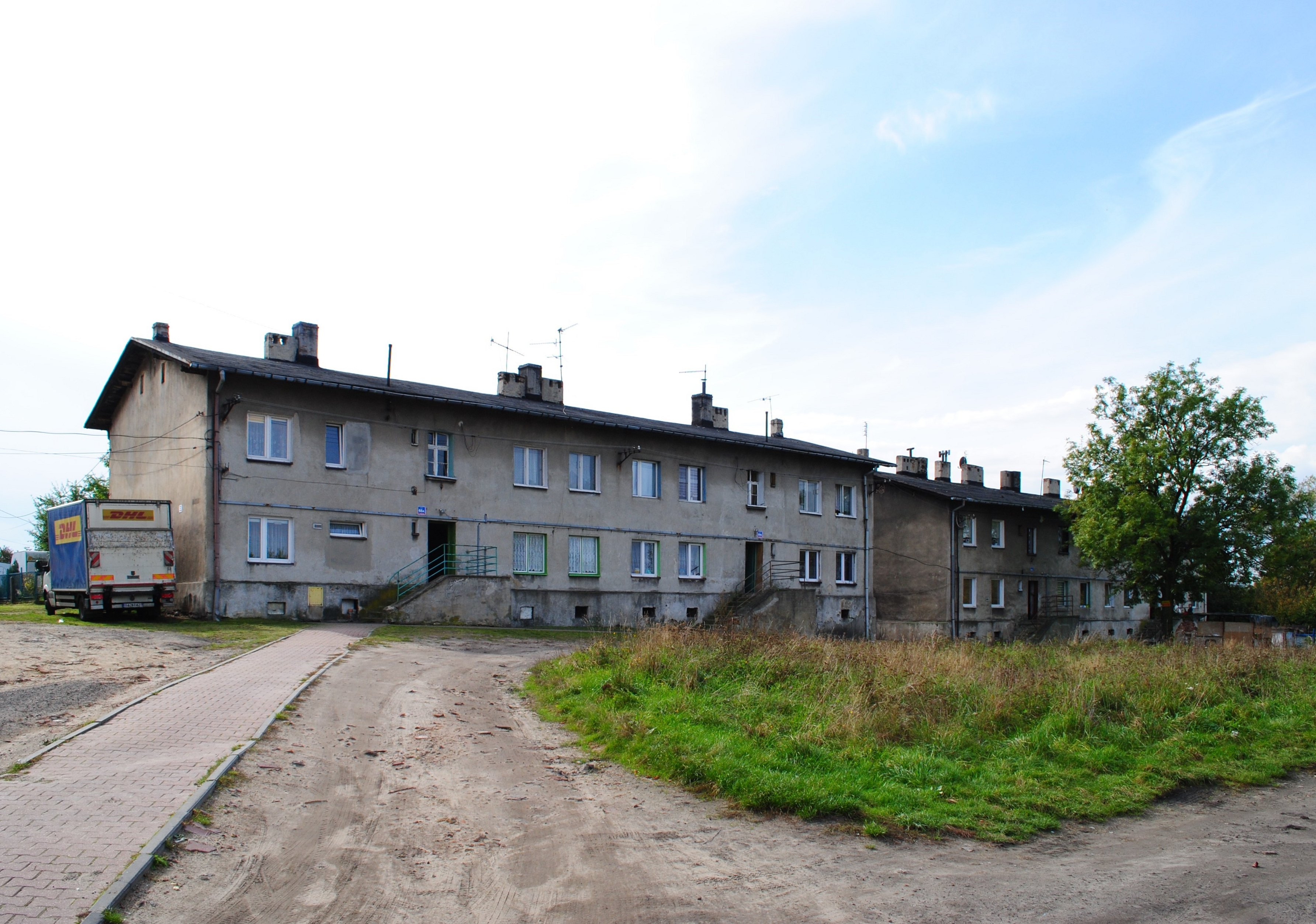
Fragment zabudowy kolonii Agnieszki przy ulicy Bytkowskiej 68a-d
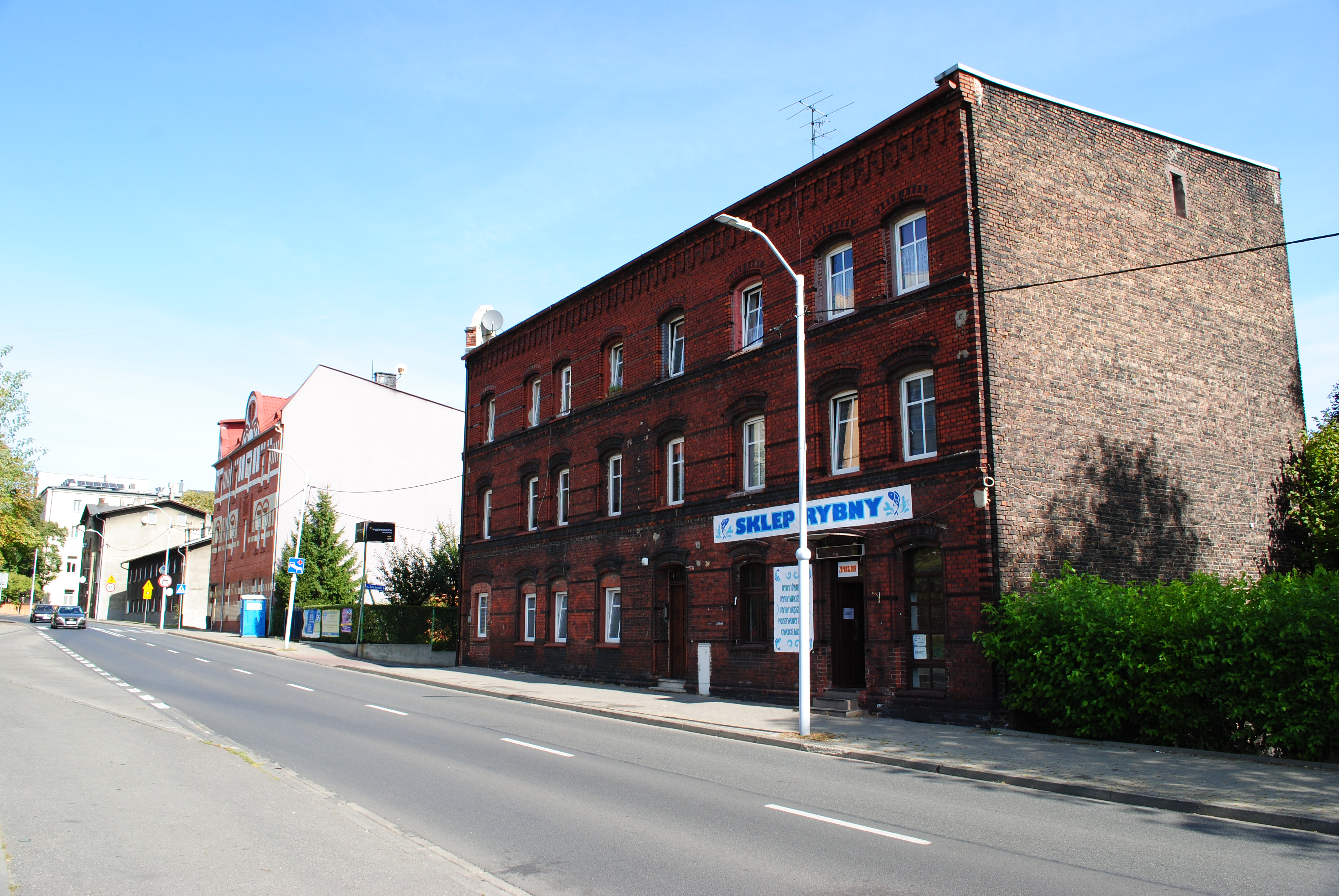
Kamienice przy ulicy Józefowskiej
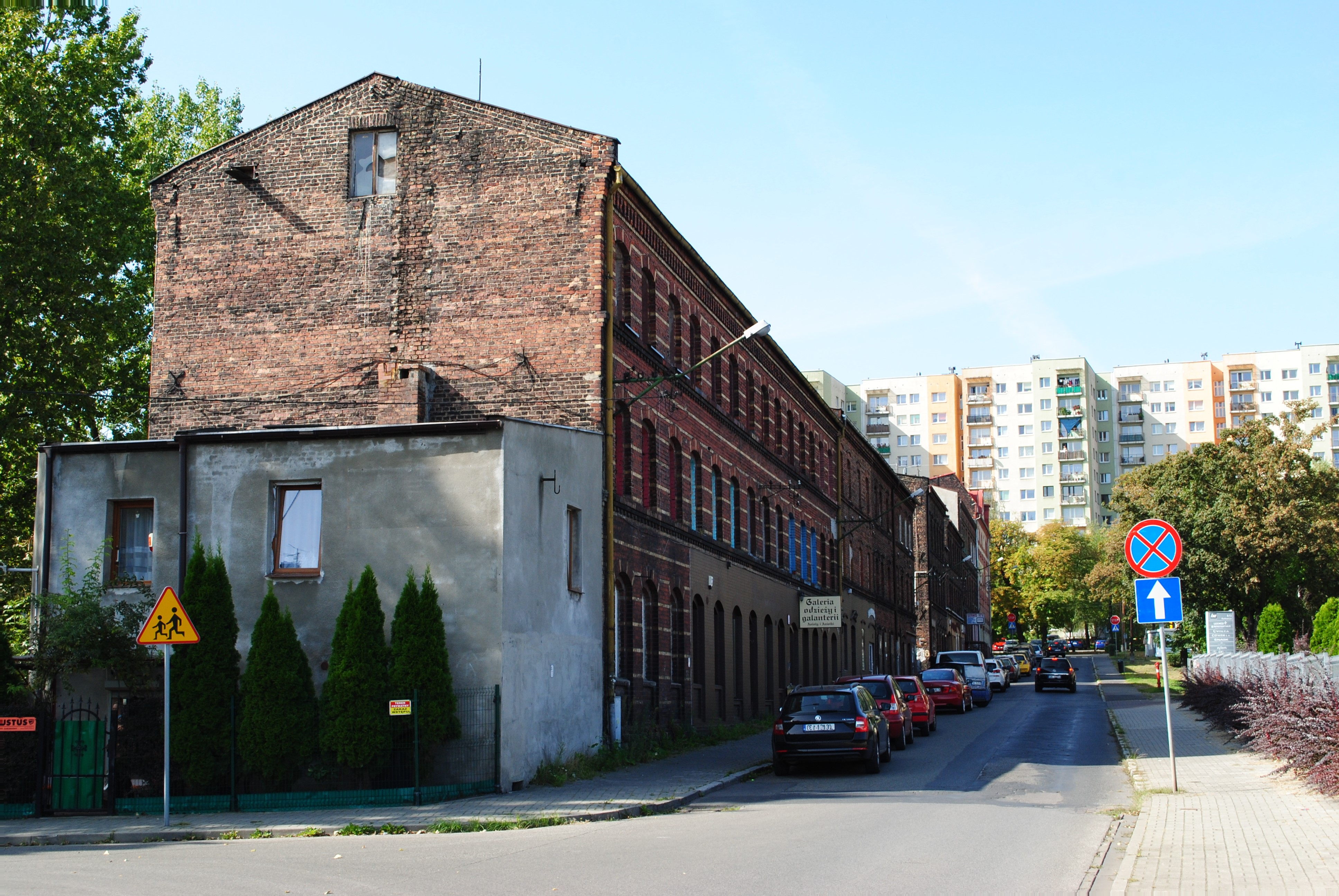
Kamienice przy ulicy M. Karłowicza
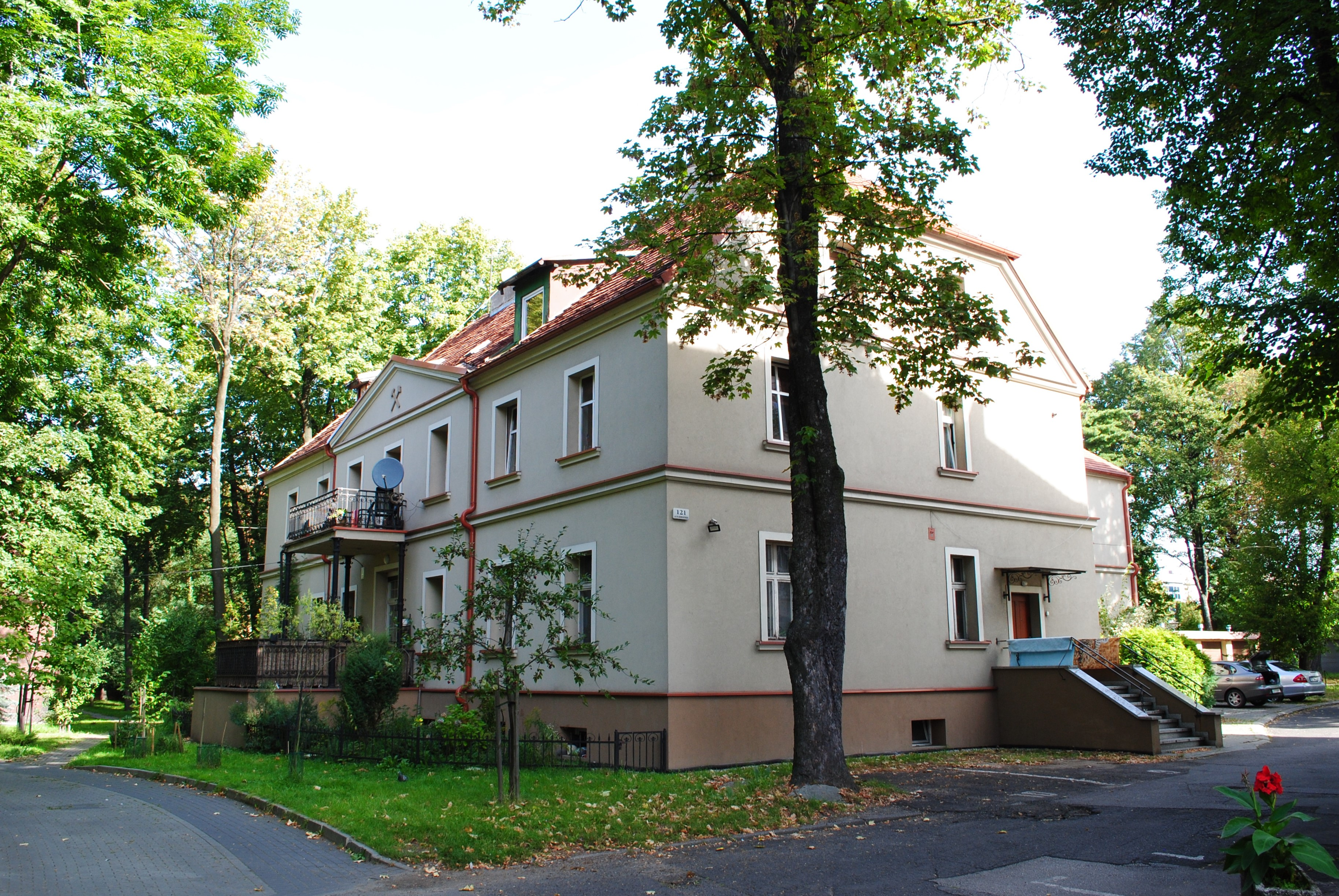
Budynek przy alei W. Korfantego 121
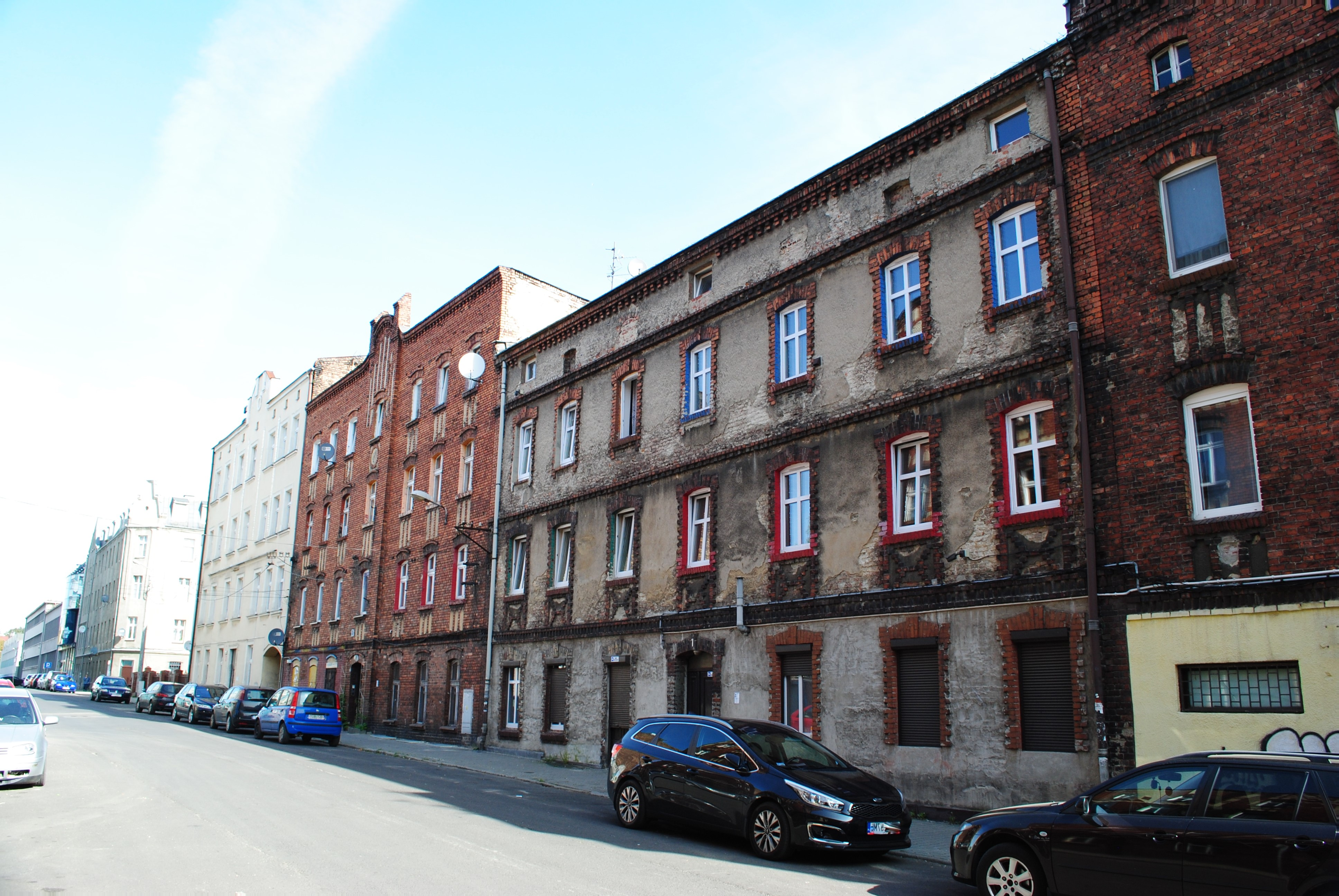
Zabudowa wzdłuż ulicy Modelarskiej

W latach powojennych ze względu na sąsiedztwo huty cynku w rejonie alei W. Korfantego nie powstawała zabudowa mieszkalna. Nowa zabudowa powstała natomiast w innych rejonach dzielnicy – nowoczesne budownictwo oddano do użytku w rejonie ulic: Jesionowej i Owocowej. Budynki te powstały w latach 70. i 80. XX wieku. W 1953 roku powstały domy mieszkalne na granicy Wełnowca i Józefowca, przy ulicy J. Dekerta 2, 4, 6 i 8. Pod koniec lat 50. XX wieku zaczęto budować pierwsze domy mieszkalne w rejonie ulicy Alfreda, a w latach 80. XX wieku zabudowę szeregową wzdłuż ulicy Promiennej. Z lat powojennych pochodzi również liczna, istniejąca obecnie zabudowa przemysłowa.
W Józefowcu, w latach 50. XX wieku przy ulicy Szczecińskiej i ulicy ks. P. Ściegiennego powstało kilka budynków dla pracowników wełnowieckiej huty „Silesia”, a w latach 70. XX wieku w rejonie ulicy Jabłoniowej powstało osiedle kilkukondygnacyjnych bloków mieszkalnych. Znaczny rozwój osiedla nastąpił w 1968 roku wraz z rozpoczęciem pierwszego etapu budowy osiedla Szczecińska-Nowotki, zaprojektowanego dla czterech tysięcy mieszkańców. Wraz z jego realizacją powstały również obiekty usługowe. Drugi etap przebudowy, rozpoczęty w 1978 roku, został zapoczątkowany po wyburzeniu starszych budynków w rejonie ulicy prof. J. Mikusińskiego i osady Dobra Myśl. W ich miejscu powstały jedenastokondygnacyjne bloki z wielkiej płyty dla czterech tysięcy osób. Powstał również żłobek i przedszkole, a przy ulicy Józefowskiej pawilon handlowo-usługowy. W 1975 roku rozpoczęto budowę bloków przy ulicy Słonecznej, przeznaczone dla 2,5 tysiąca mieszkańców.
Po 1989 roku nowa zabudowa powstawała głównie w północnej części Wełnowca-Józefowca. Od początku lat 90. XX wieku rozpoczęto budowę osiedla w rejonie ulic: I. Daszyńskiego, J. Pietrusińskiego i T. Patalonga. Ostatnie domy powstały w 2008 roku. W latach 2008–2014 powstała zabudowa kompleksu biurowego GPP Business Park przy ulicy Konduktorskiej, natomiast w 2009 roku budynek handlowo-usługowy DL Atrium znajdujący się przy alei W. Korfantego 138. W styczniu 2020 roku rozpoczęto realizację budynku biurowego DL Tower. W latach 2016–2018 w rejonie skrzyżowania ulic: Bytkowskiej i Telewizyjnej powstał zespół budynków mieszkalnych Bytkowska Park, zawierających łącznie 242 mieszkania. Na obszarze Józefowca natomiast powstało w tym okresie stosunkowo niewiele budynków. Do większych zalicza się: budynek przy ulicy Józefowskiej 42 z 2004 roku i wybudowane w 2011 roku: supermarket Lidl i siedziba Śląskiego Urzędu Celno-Skarbowego w Katowicach przy ulicy Słonecznej 34. W czerwcu 2018 roku na rogu ulic: ks. P. Ściegiennego i Słonecznej rozpoczęto budowę zespołu pięciu budynków mieszkalnych z 211 lokalami mieszkalnymi. Osiedle Nowa Słoneczna oddano do użytku w listopadzie 2019 roku.

Budynki powojenne na terenie Wełnowca-Józefowca
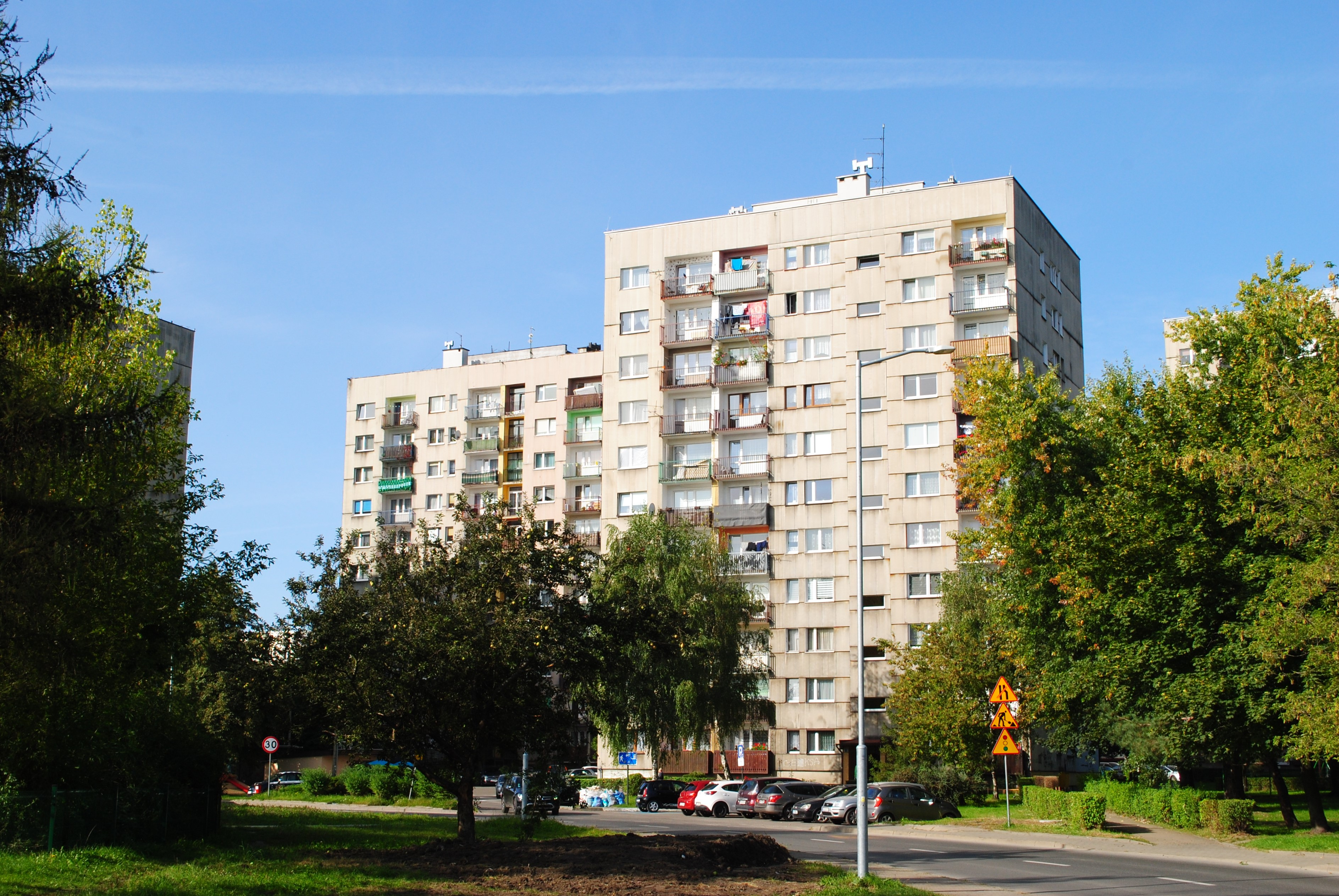
Bloki mieszkalne przy ulicy Słonecznej
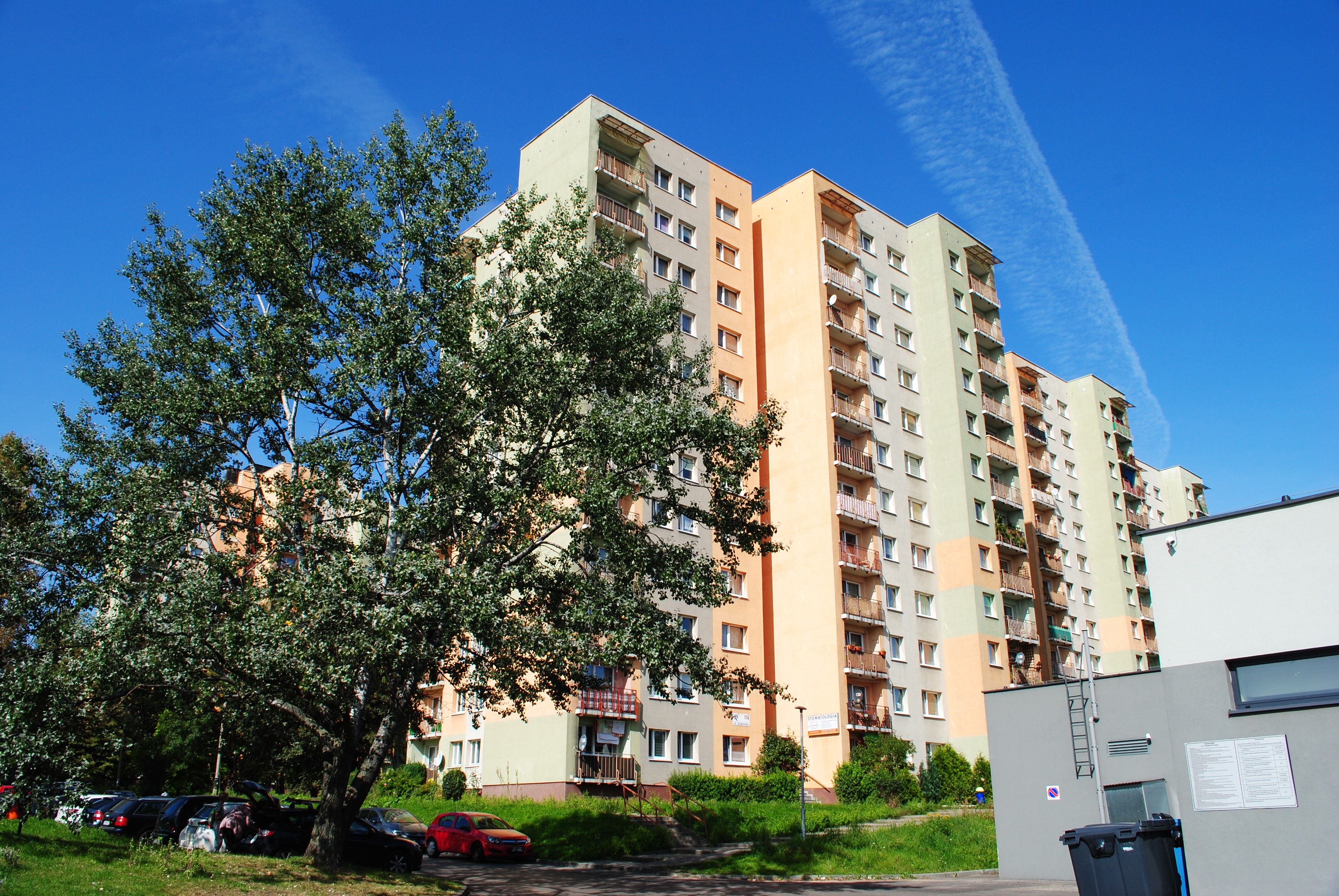
Bloki mieszkalne przy ulicy Józefowskiej
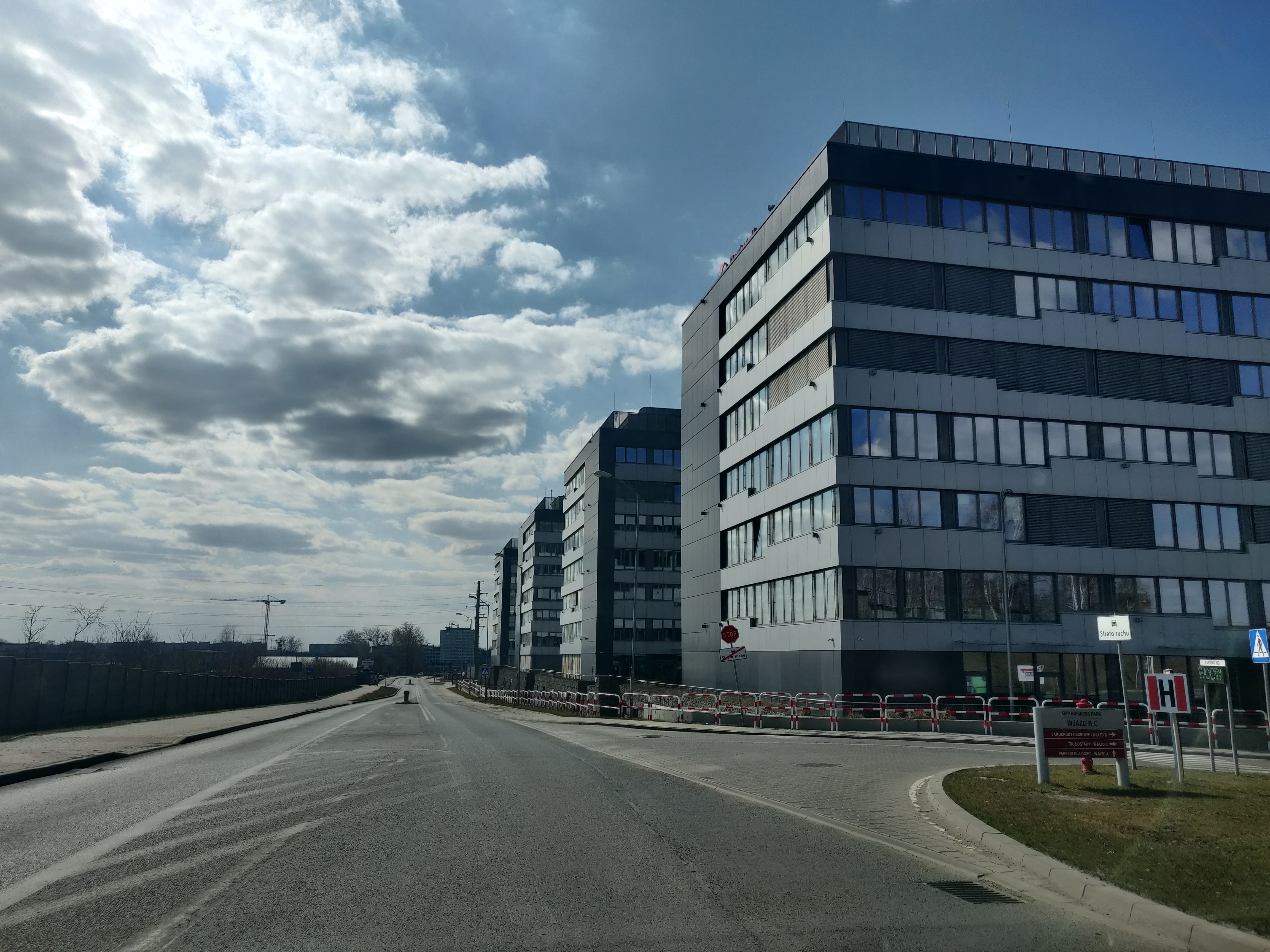
Kompleks budynków GPP Business Park przy ulicy Konduktorskiej
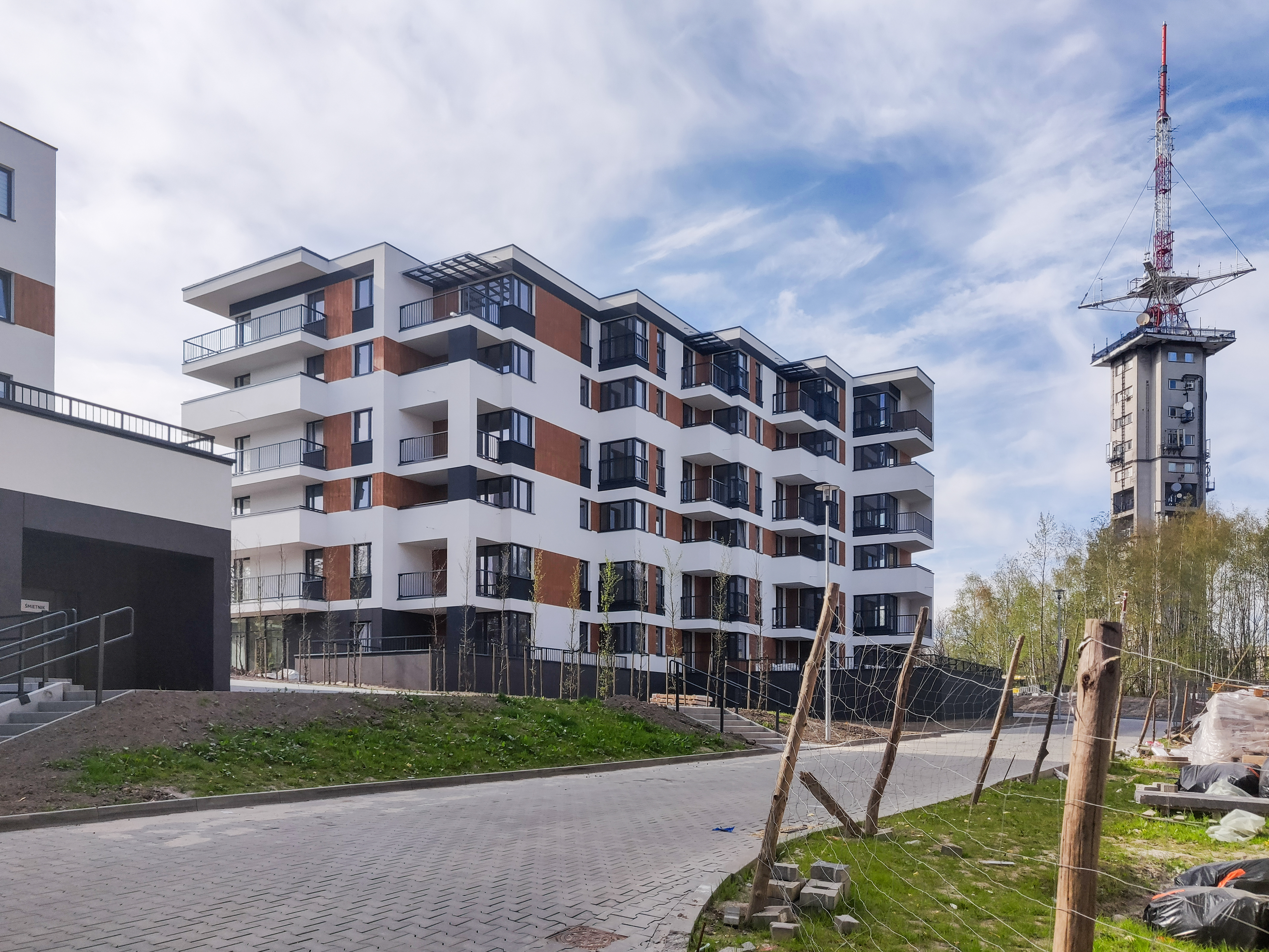
Fragment osiedla Bytkowska Park przy ulicy Bytkowskiej
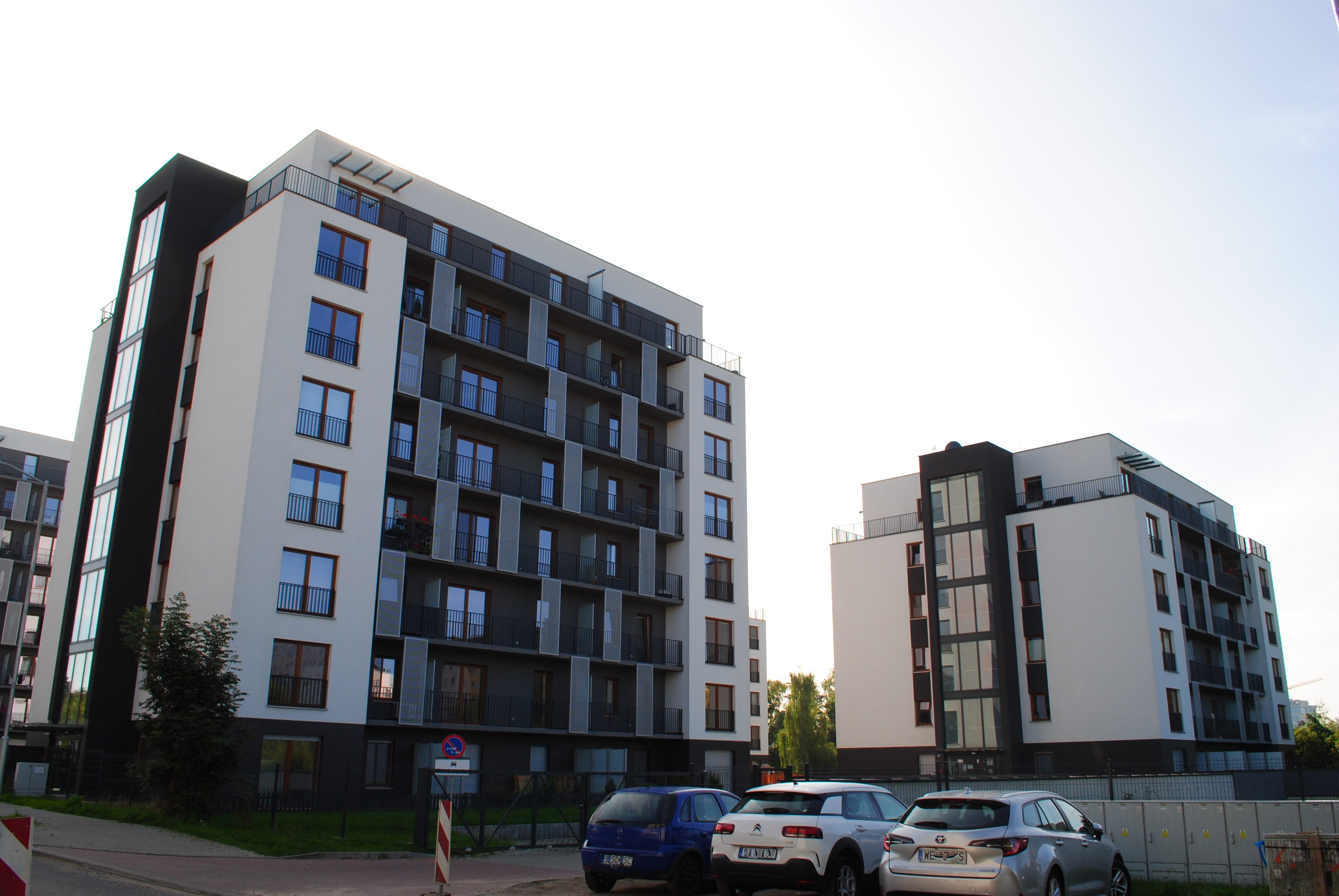
Fragment osiedla Nowa Słoneczna przy ulicy Słonecznej

### Zabytki i obiekty historyczne

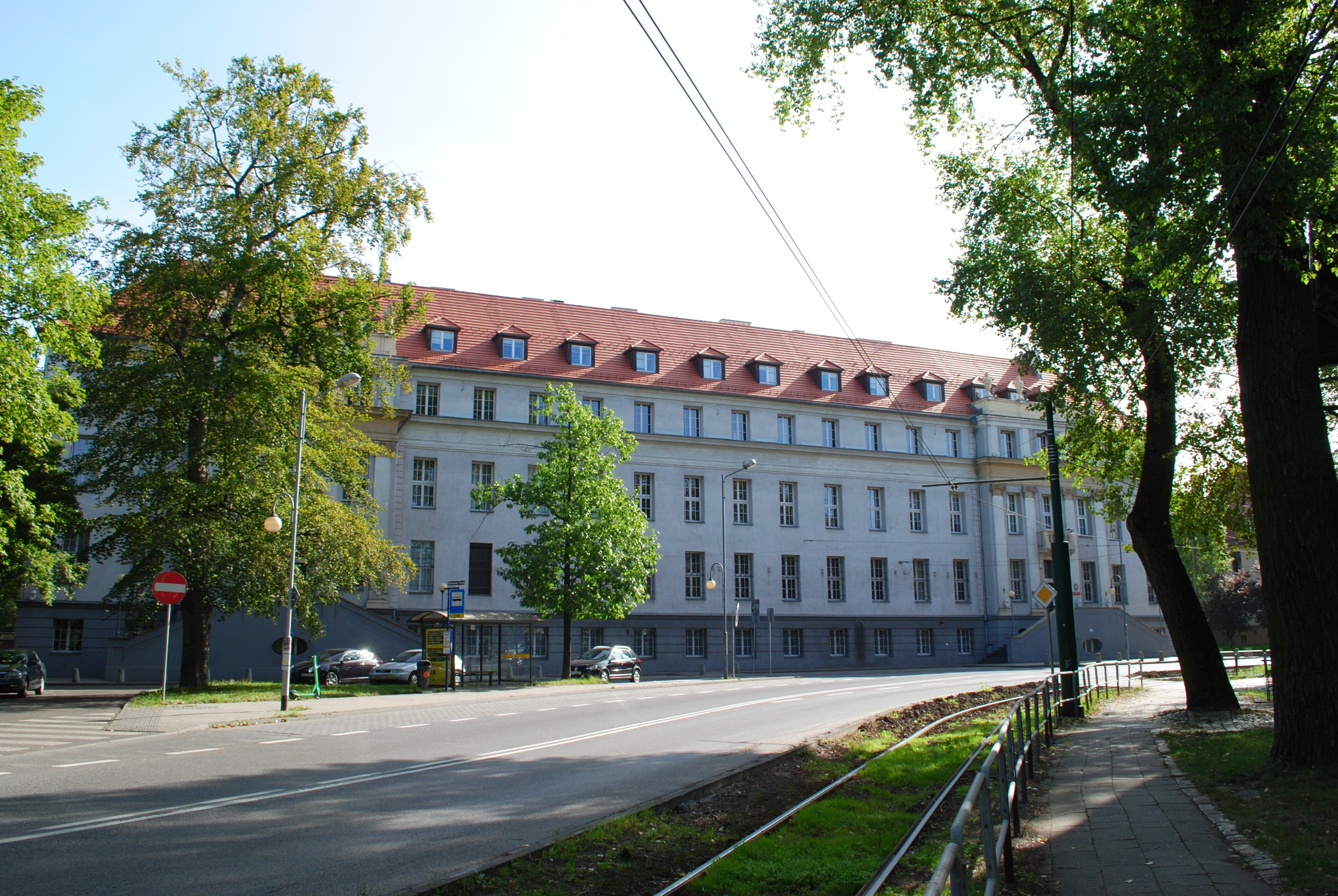
Zabytkowy gmach Sądu Apelacyjnego w Katowicach przy alei W. Korfantego 117/119

Na terenie Wełnowca-Józefowca znajdują się dwa obiekty wpisane do rejestru zabytków, a ponadto znajdował się jeszcze jeden obiekt wpisany do rejestru w przeszłości, po czym został z niego skreślony i wyburzony. Są to:
- zabytkowy budynek Sądu Apelacyjnego (aleja W. Korfantego 117/119), wpisany do rejestru zabytków (nr rej.: A/1664/97 z 15 grudnia 1997 roku); ochroną objęty jest budynek wraz ze schodami[155];
- dawna hala pieców destylacyjnych w Zakładach Metalurgicznych „Silesia”, przy alei W. Korfantego 141, wpisana do rejestru zabytków (nr rej.: 1385/89 z 30 maja 1989 roku), wzniesiona w 1913 roku w stylu modernizmu[155] – budynek ten skreślono z rejestru decyzją Ministra Kultury z 4 kwietnia 2005 roku i wyburzono[154];
- zabudowa szybu „Alfred” (aleja W. Korfantego 182 i 184, plac Alfreda 1-13), wpisana do rejestru zabytków (nr rej.: 1228/78 z 19 sierpnia 1978 roku); teren wraz z obiektami dawnej kopalni „Alfred”: lokomotywownią, warsztatami, kotłownią, maszynownią, nadszybiem, łaźnią, cechownią, kuźnią, stajnią oraz dwoma domami mieszkalnymi; budynki pochodzą z 1910 roku, zostały wybudowane w stylu historyzmu i modernizmu; do rejestru wpisany został także starodrzew[156].

## Transport

### Transport drogowy

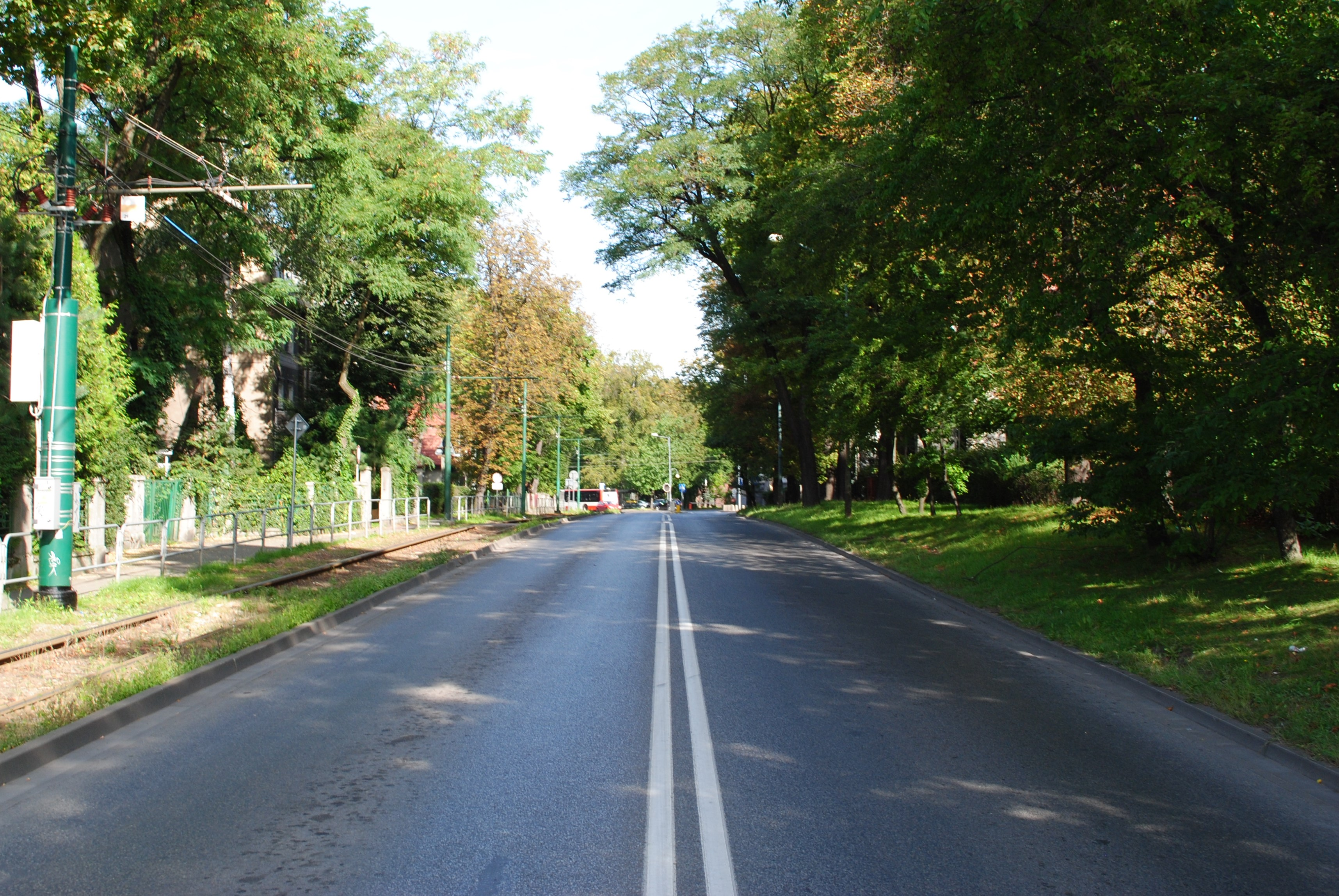
Aleja W. Korfantego na wysokości ulicy Cisowej

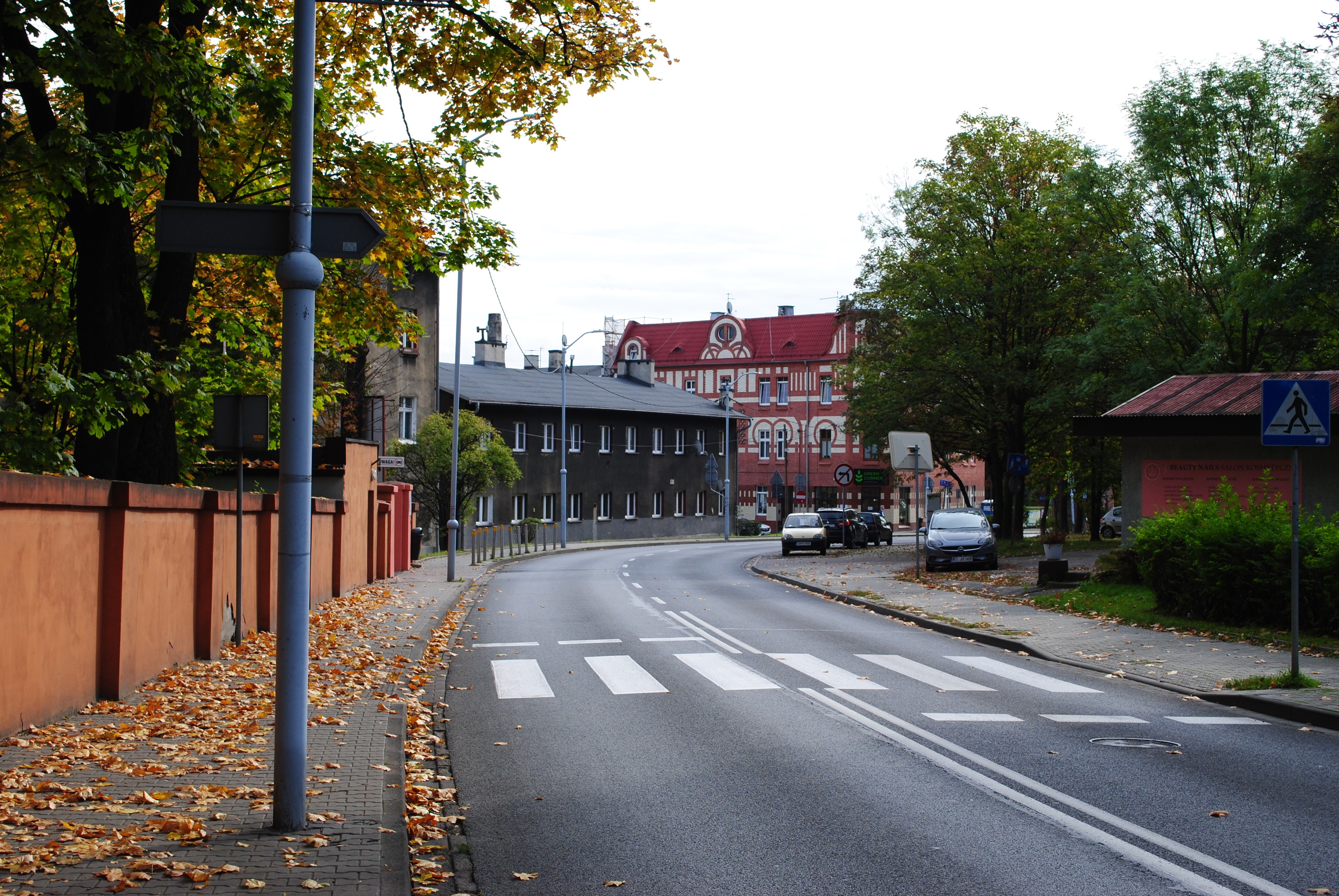
Ulica Józefowska na wysokości Katowickiego Centrum Onkologii

Przez teren dzielnicy Wełnowiec-Józefowiec nie przebiega żadna trasa w randze drogi krajowej bądź wojewódzkiej. Do głównych ulic przebiegających przez dzielnicę należą natomiast:
- Aleja W. Korfantego – jest to droga powiatowa o klasie drogi zbiorczej[157]. Biegnie południkowo i zapewnia połączenie w kierunku południowym z Koszutką i Śródmieściem, natomiast na północ z Siemianowicami Śląskimi[158];
- Ulica Józefowska – jest to droga powiatowa o klasie drogi lokalnej[157]. Ulica ta biegnie południkowo, łącząc się na północy, na terenie kolonii Agnieszki, z ulicą Bytkowską, zapewniając dalej w kierunku północnym połączenie z Siemianowicami Śląskimi, natomiast na południu krzyżuje się z ulicą Słoneczną;
- Ulica Słoneczna – droga ta, biegnąca równoleżnikowo[158], jest drogą powiatową o klasie drogi lokalnej[157]. Na zachodzie łączy Wełnowiec-Józefowiec z Dębem, a na wschodzie z Koszutką.
- Ulica ks. Piotra Ściegiennego – droga klasy zbiorczej[157], biegnąca po zachodniej stronie dzielnicy. Łączy Józefowiec z Dębem na wysokości osiedla Dębowe Tarasy[158];
- Ulica Bytkowska – droga gminna o klasie drogi zbiorczej[157]. Łączy Wełnowiec-Józefowiec z Dębem na południu i Siemianowicami Śląskimi-Bytkowem na północy;
- Ulica Telewizyjna – droga na granicy Wełnowca-Józefowca i Siemianowic Śląskich, która w kierunku zachodnim kieruje się dalej przez Węzłowiec do Chorzowa Starego, natomiast na wschód do Siemianowic Śląskich[158].

Do pozostałych ważniejszych dróg na terenie Wełnowca-Józefowca należą ulice: Bytomska (na granicy Józefowca i Wełnowca; droga gminna o klasie drogi lokalnej), Gnieźnieńska (droga powiatowa o klasie drogi lokalnej), prof. J. Mikusińskiego i Szczecińska. 
Pod względem oceny jakości powiązań pomiędzy poszczególnymi makroregionami Katowic, obszar Józefowca i Koszutki najlepsze powiązania ma ze Śródmieściem dzięki alei W. Korfantego oraz równoległymi do niej ulicami, a także z Bogucicami i Pniakami. Na niedostatecznym poziomie połączenia Józefowiec i Koszutka mają z obszarem Ligoty i Brynowa oraz Piotrowic i Kostuchny.

### Transport kolejowy
Przez obszar Wełnowca-Józefowca nie przebiega obecnie żadna linia kolejowa, lecz w przeszłości równolegle do granicy Józefowca z Wełnowcem ciągnęła się bocznica łącząca Katowice z obecną stacją techniczną Katowice Dąbrówka Mała. Linia ta od południa w kierunku północnym biegła równolegle do ulicy J.N. Stęślickiego, na wschód od zakładów ZPUE i sklepu Lidl i dalej na północ równolegle do ulicy C.K. Norwida. Linia ta została oddana do użytku 1 grudnia 1859 roku jako linia normalnotorowa wykorzystywana w ruchu towarowym. Rozbiórka linii została przeprowadzona w 1992 roku.

### Miejski transport zbiorowy

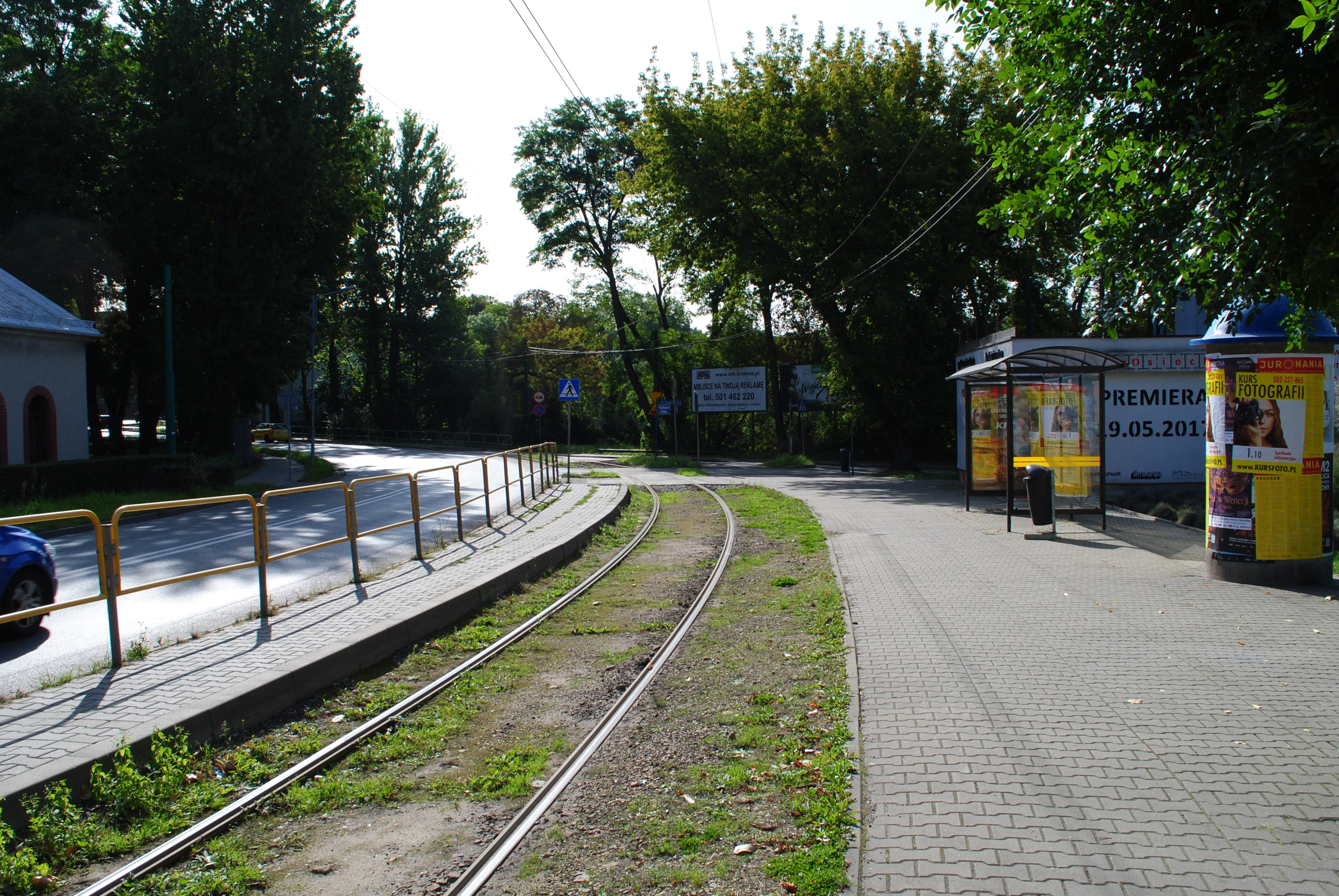
Linia tramwajowa wzdłuż alei W. Korfantego na wysokości wełnowieckiego kościoła

Przez Wełnowiec-Józefowiec, wzdłuż alei W. Korfantego, przebiega linia tramwajowa. Jej początki sięgają końca XIX wieku, kiedy to o koncesję na budowę wąskotorowej linii tramwaju parowego Królewska Huta – Dąb – Katowice – Wełnowiec – Huta Laura wystąpiła berlińska spółka Kramer & Co. Wkrótce po uzyskaniu koncesji, 23 marca 1896 roku zrealizowano pierwszy odcinek, tj. Huta Marta (na wysokości obecnego ronda gen. Ziętka) – Huta Laura i oddano go do użytku 30 grudnia 1896 roku. Wkrótce linię tę zelektryfikowano. 25 lipca 1900 roku oddano do użytku linię łączącą Hutę Laura z Królewską Hutą (Chorzowem), biegnącą wzdłuż obecnej ulicy Telewizyjnej. Linię tę zlikwidowano 1 stycznia 2009 roku, a kursowała na niej linia tramwajowa nr 12. W październiku 1942 roku w rejonie obecnego placu Alfreda oddano do użytku tymczasową pętlę tramwajową, którą potem rozebrano, a nową wybudowano w 1956 roku w obecnym miejscu. Obecnie, według stanu z lutego 2021 roku, przez Wełnowiec-Józefowiec kursują dwie linie tramwajowe o średniej częstotliwości w dniach roboczych w godzinach szczytu ośmiu kursów w jedną stronę na dobę. Linie te łączą dzielnicę w kierunku północnym z placem P. Skargi w Siemianowicach Śląskich, natomiast w kierunku południowym z placem Wolności w Śródmieściu Katowic i pętlą tramwajową w Katowicach-Brynowie (centrum przesiadkowe Katowice Brynów) przez Koszutkę.

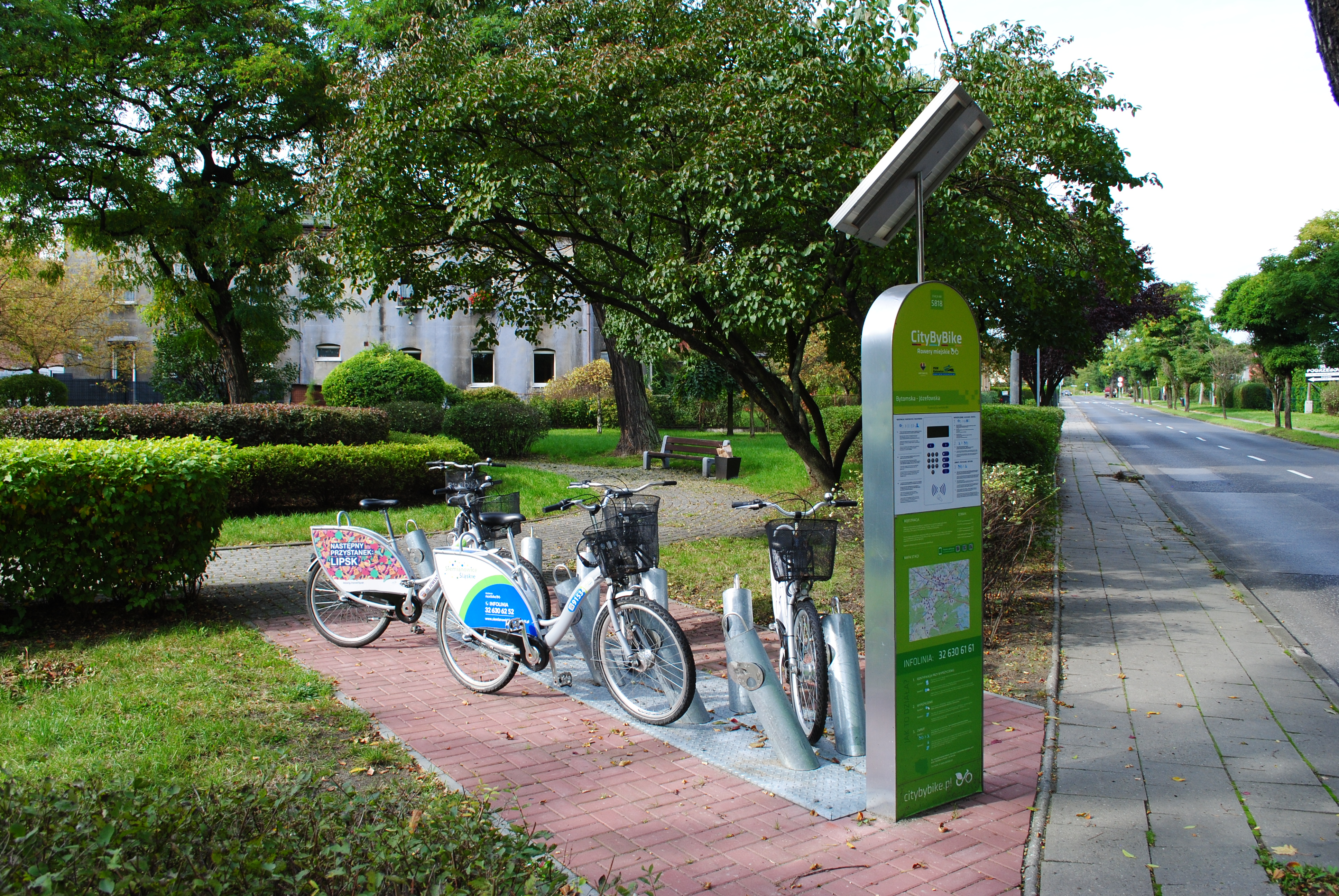
Stacja rowerów miejskich City by bike Bytomska-Józefowska przy skwerze ks. B. Kałuży

Pierwsze połączenia autobusowe kursujące przez Wełnowiec uruchomiono w latach 20. XX wieku. Wówczas to 22 października 1927 roku spółka Schlesische Kleinbahn uruchomiła cogodzinne połączenia na trasie Katowice – Wełnowiec – Chorzów – Bytom. W 1929 roku autobusy powstałej rok wcześniej spółki Towarzystwo Komunikacji Samochodami prowadziły połączenia m.in. na trasie Katowice – Wełnowiec – Chorzów (Stary) – Królewska Huta – Bytom. 1 listopada 1929 roku rozpoczął działalność komunalny związek celowy Śląskie Linie Autobusowe, które uruchomiło pierwsze połączenie na trasie Katowice – Siemianowice. Obecnie, według stanu z połowy lutego 2021 roku, organizatorem transportu zbiorowego w Wełnowcu jest Zarząd Transportu Metropolitalnego. Na terenie Wełnowca znajduje się 7 przystanków: Bytkowska Centrum Targowe, Telewizja Katowice, Wełnowiec Gnieźnieńska, Wełnowiec GPP BUSINESS PARK, Wełnowiec Kościół, Wełnowiec Plac Alfreda i Wełnowiec Poczta. Z przystanku Wełnowiec Plac Alfreda kursuje 7 linii autobusowych. Na terenie Józefowca natomiast znajduje się sześć przystanków: Józefowiec Cmentarz, Józefowiec Jabłoniowa, Józefowiec Osiedle, Józefowiec Szczecińska, Józefowiec Szpital i Józefowiec Ściegiennego. Z przystanku Józefowiec Szczecińska, według stanu z początku lutego 2021 roku odjeżdża 5 linii autobusowych. Linie biegnące przez Wełnowiec-Józefowiec łączą bezpośrednio z większością dzielnic Katowic (w tym z Dąbrówką Małą, Dębem, Giszowcem, Koszutką, Szopienicami-Burowcem, Śródmieściem i osiedlem W. Witosa), a także z niektórymi sąsiednimi miastami Górnośląsko-Zagłębiowskiej Metropolii, tj. z Piekarami Śląskimi i Siemianowicami Śląskimi.

### Infrastruktura rowerowa
W Wełnowcu-Józefowcu wydzielone trasy rowerowe prowadzą wzdłuż ulicy Konduktorskiej, alei W. Korfantego (północna część), ulicy Telewizyjnej i ulicy Bytkowskiej (północna część). Nie przebiegają natomiast przez dzielnicę żadne oznaczone szlaki rowerowe. W lutym 2021 roku znajdowały się tutaj cztery stacje rowerów miejskich City by bike: Bytomska-Józefowska, GPP Business Park, Szczecińska-Nowowiejskiego oraz Ściegiennego-Krzyżowa. System ten został zastąpiony przez Metrorower.

## Oświata

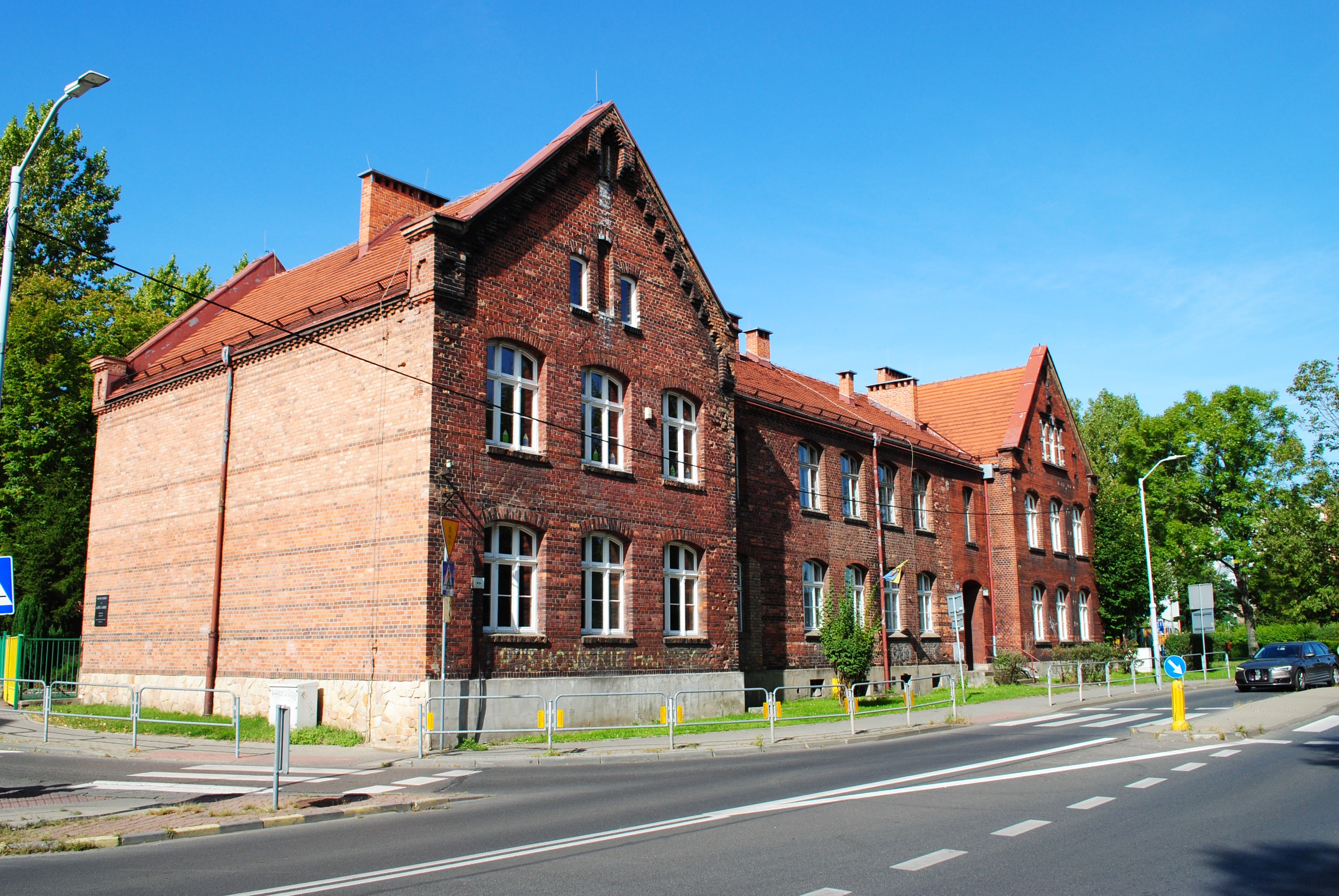
Filia Szkoły Podstawowej Nr 17 im Tadeusza Kościuszki przy ulicy Józefowskiej 52

Początki działalności oświatowej na obszarze Wełnowca-Józefowca sięgają 1830 roku. Wówczas to oddano do użytku nieistniejący obecnie budynek szkoły w Wełnowcu, który był zlokalizowany na skrzyżowaniu dzisiejszej alei W. Korfantego i ul. M. Karłowicza . W 1922 roku po włączeniu Wełnowca do Polski placówka ta stała się szkołą polską. Otrzymała wówczas nazwę Publicznej Szkoły Powszechnej nr 1. Z uwagi na przepełnienie budynku, w lutym 1939 roku szkołę przeniesiono do nowego budynku, powstałego w stylu funkcjonalizmu, przy dzisiejszej ulicy J. Dekerta .
W Józefowcu, w 1901 roku przy obecnej ulicy Józefowskiej powstał budynek szkoły (obecnie filia Szkoły Podstawowej nr 17), a w 1910 roku powstała w tutaj druga szkoła (bądź pod koniec XIX wieku i rozbudowana w latach 1904–1907) – obecnie gmach XIV Liceum Ogólnokształcącego im. mjr. Henryka Sucharskiego . W 1912 roku w Józefowcu powołano Szkołę Gospodarstwa Domowego – w ramach nauczania organizowano w niej kilkumiesięczne kursy dla dziewcząt. W drugiej józefowieckiej szkole w okresie międzywojennym działała czteroletnia Szkoła Podstawowa im. Karola Miarki.
W 1959 roku w gmachu tej samej szkoły powołano Zespół Szkół Zawodowych dla pracujących pod patronatem Elektromontażu. Budynek pierwszej józefowieckiej szkoły stał się filią Szkoły Podstawowej nr 17 w roku szkolnym 1993/1994. XIV Liceum Ogólnokształcące zostało powołane 1 lipca 1998 roku. Druga z istniejących na terenie Józefowca szkół podstawowych – Szkoła Podstawowa nr 19, powstała w Dębie jako szkoła nr 2. Do obecnej siedziby przy ulicy Krzyżowej 12 przeprowadziła się w 2017 roku.

## Kultura

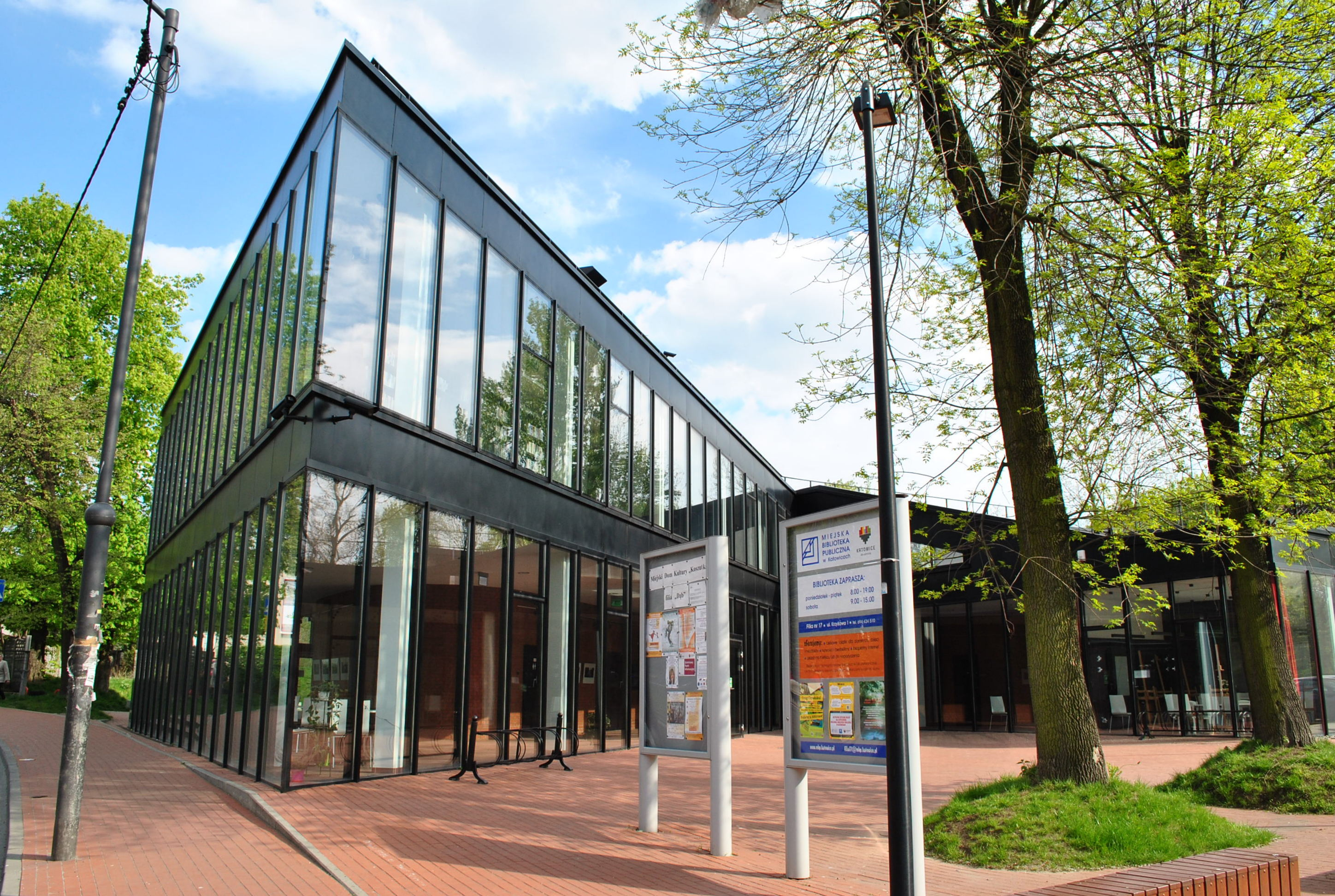
Budynek Filii „Dąb” Miejskiego Domu Kultury „Koszutka” oraz Filii nr 17 Miejskiej Biblioteki Publicznej w Katowicach przy ulicy Krzyżowej 1 przy granicy Dębu i Wełnowca-Józefowca

Pierwsze organizacje społeczno-kulturalne powstały w połowie XIX wieku na terenie Wełnowca. Na przełomie XIX i XX wieku działały na obszarze obecnej dzielnicy dwa chóry: Männer Gesangverein i Arberiter Gesangverein Josephdorf-Domb. Działalność kulturalną w tym czasie prowadził również oddział Związku Bibliotek Ludowych (niem. Der Verband Oberschlesischer Volksbucherei), z którego to inicjatywy organizowano dla mieszkańców Wełnowca pokazy filmowe. Powstała też Czytelnia Ludowa, a także powołano Czytelnię dla Kobiet, w których promowano polskie czytelnictwo. W Józefowcu w 1908 roku został założony chór mieszany „Harmonia”. Liczył on w latach międzywojennych około stu członków, a działał do 1961 roku. W Wełnowcu w 1920 roku powołano chór im. Adama Mickiewicza, działający do 1931 roku. W dwudziestoleciu międzywojennym na terenie obecnego Wełnowca-Józefowca działały m.in.: oddział Towarzystwa Czytelni Ludowych, Pracownicze Towarzystwo Oświatowo-Kulturalne im. S. Żeromskiego oraz Grupa Teatralna „Promień”. Przy parafii św. Józefa Robotnika w Józefowcu działa chór im. św. Cecylii, zrzeszony w Polskim Związku Chórów i Orkiestr. Chór Święta Cecylia został założony we wrześniu 1971 roku. Jest to chór mieszany, którego dyrygentem jest Mariusz Kozieł. Na początku lat 90. XX wieku powołano Towarzystwo Miłośników Wełnowca, które m.in. organizowało coroczne festyny – Dzień Wełnowca-Józefowca, a 24 lipca 2015 roku powstało Stowarzyszenie Mieszkańców, Przyjaciół i Sympatyków Wełnowca-Józefowca „Revita”, której celem jest m.in. wspieranie lokalnych inicjatyw czy pielęgnacja i ochrona dóbr kultury.
Na obszarze Wełnowca-Józefowca nie znajduje się żadna filia MDK. Najbliższym domem kultury jest Filia Dąb Miejskiego Domu Kultury „Koszutka”, położona przy ulicy Krzyżowej 1. W nim funkcjonuje również Filia nr 17 Miejskiej Biblioteki Publicznej w Katowicach. Ponadto przy ulicy Józefowskiej 100 działa zarządzany przez Katowicką Spółdzielnię Mieszkaniową Klub Spółdzielczy KSM „Józefinka”. W Wełnowcu-Józefowcu działa też Filia nr 6 Miejskiej Biblioteki Publicznej w Katowicach, położona przy ulicy Bytomskiej 8a.

## Sport i rekreacja

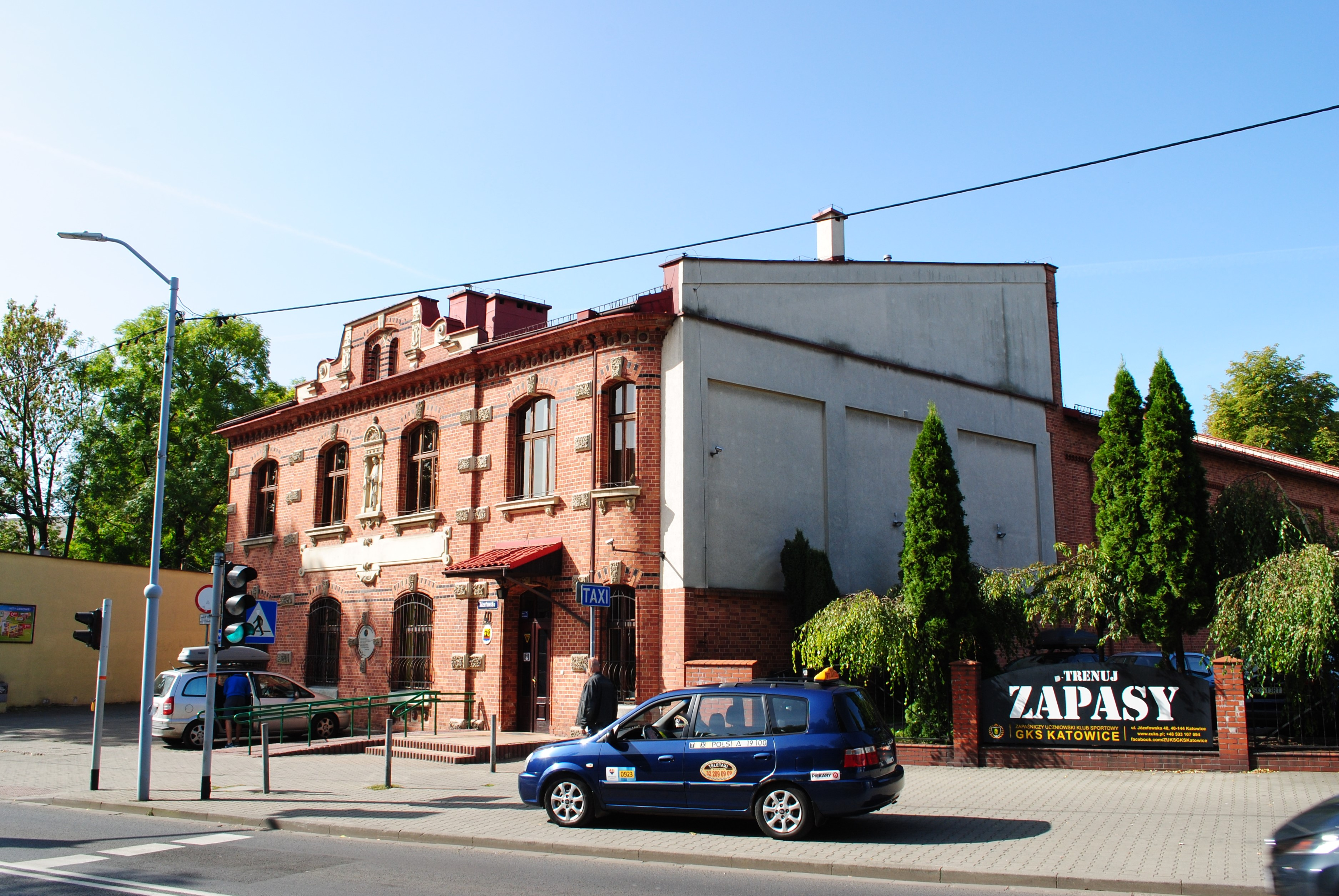
Hala Sportowa Józefowska MOSiR Katowice, mieszcząca się w budynku dawnej restauracji Geislera przy ulicy Józefowskiej 40

Początki działalności sportowej w rejonie Wełnowca sięgają początków XX wieku. Wówczas to działał ruch gimnastyczny Turnverein, a także Radfahrer Verein. Dnia 30 marca 1924 roku byli działacze gniazda Dąb-Józefowiec powołali Towarzystwo Gimnastyczne „Sokół” Wełnowiec, które było gniazdem w okręgu siemianowickim Dzielnicy Śląskiej Związku Towarzystw Gimnastycznych „Sokół” w Polsce. W 1935 roku gniazdo liczyło 140 członków. Uprawiano w nim lekką atletykę i gimnastykę przyrządową.
Na początku XX wieku powstały również pierwsze stowarzyszenia sportowe w Józefowcu. W 1905 roku powołano Towarzystwo Sportowe Turnverein, które rok później objęło całą gminę Dąb pod nazwą Männer Turn Verein Domb. Kilka lat później powstał Spielverein – osobny dla Dębu i Józefowca. Dnia 12 lutego 1912 roku powołano gniazdo Dąb-Józefowiec Towarzystwa Gimnastycznego „Sokół”. W 1920 roku liczyło ono 113 członków. W tym samym roku powołano w Józefowcu Klub Sportowy „Orzeł”.
W latach międzywojennych działały m.in.: KS 25, KS Haller, KS Powstaniec, RKS Siła Wełnowiec (sekcja piłki nożnej i ręcznej), Towarzystwo Cyklistów „Sport” i KS Hetman. W latach 1935–1939 Strzelec Wełnowiec był klubem sportowym, w którym działały sekcje boksu, ciężkiej atletyki, gier sportowych, kolarstwa, lekkoatletyki, narciarstwa i tenisa stołowego.
W czasie II wojny światowej jedynym w Wełnowcu klubem był funkcjonujący pod patronatem koncernu Hohenlohe klub Hohenlohehütter Turn- und Sportverein. Po II wojnie światowej funkcjonował on jako Orzeł Wełnowiec. W 1949 roku skupiał 375 członków. W latach powojennych dział też klub Rapid Wełnowiec, działający pod patronatem Fabryki Narzędzi Górniczych. Prowadził m.in. sekcję siatkówki w latach 1959–1963. W 1963 roku uległ fuzji z Orłem Wełnowiec. W 1964 roku Orzeł i Rapid wszedł w struktury GKS-u Katowice. Rok później do Wełnowca przeniosła się sekcja piłki nożnej Kolejarza 24 Katowice.
Przy ulicy Alfreda 1 znajduje się Ośrodek Sportowy Kolejarz zarządzany przez Miejski Ośrodek Sportu i Rekreacji w Katowicach. Składają się na niego: hala sportowa z drewnianym boiskiem do piłki siatkowej i ręcznej, sala do szermierki, siłownia wewnętrzna, sala konferencyjna, boiska, szatnie i parking. Z tego kompleksu korzysta Klub Sportowy Kolejarz 24 Katowice, założony w maju 1924 roku z inicjatywy Stanisława Nogaja i Edmunda Zellera. W Józefowcu, przy ulicy Józefowskiej 40 w budynku dawnej restauracji Carla Geislera funkcjonuje hala sportowa zarządzana przez MOSiR. W niej pod kierownictwem Jana Czai trenowali zapaśnicy GKS-u Katowice, którzy zdobywali liczne medale, w tym trzy igrzysk olimpijskich.

## Religia

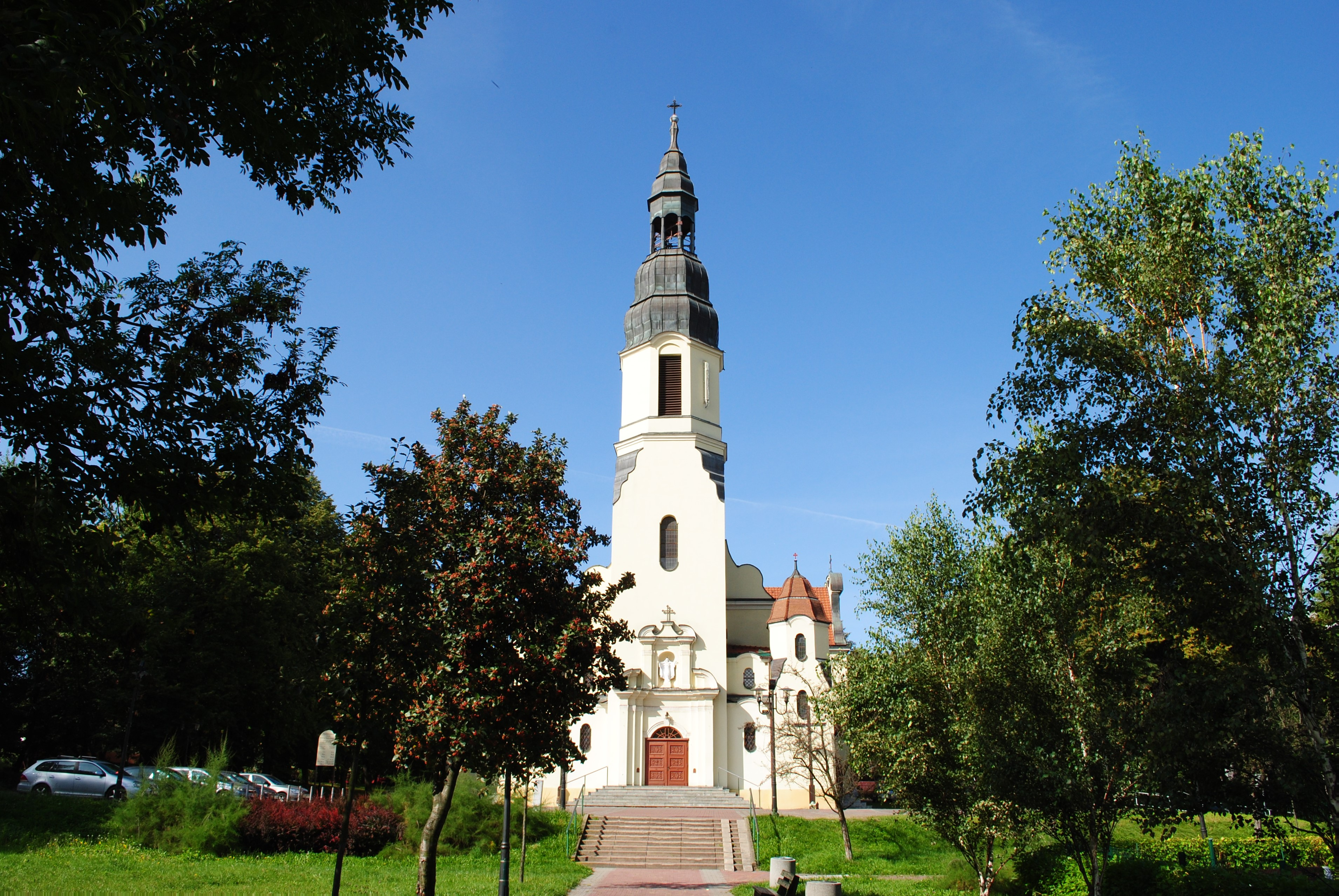
Kościół parafialny parafii św. Józefa Robotnika w Józefowcu

Na obszarze Wełnowca-Józefowca swoją siedzibę mają dwie rzymskokatolickie parafie, z których jedna obejmuje swoim zasięgiem wiernych z Józefowca i kolonii Agnieszki, a druga z Wełnowca. Obydwie są częścią dekanatu Katowice-Załęże w archidiecezji katowickiej.
W Józefowcu jest to rzymskokatolicka parafia św. Józefa Robotnika z siedzibą przy ulicy prof. J. Mikusińskiego 8. Parafia zarządza cmentarzem przy ulicy Józefowskiej o powierzchni 1,93 ha. W 1895 roku rozpoczęto działania na rzecz powołania parafii w Józefowcu, lecz dopiero w 1919 roku z dębskiej parafii ustanowiono lokalię. Rozpoczęto również budowę tymczasowej świątyni. W 1921 roku mianowano księdza kuratusa – był nim ks. Paweł Michatz. Samodzielną parafię erygowano 1 sierpnia 1925 roku.

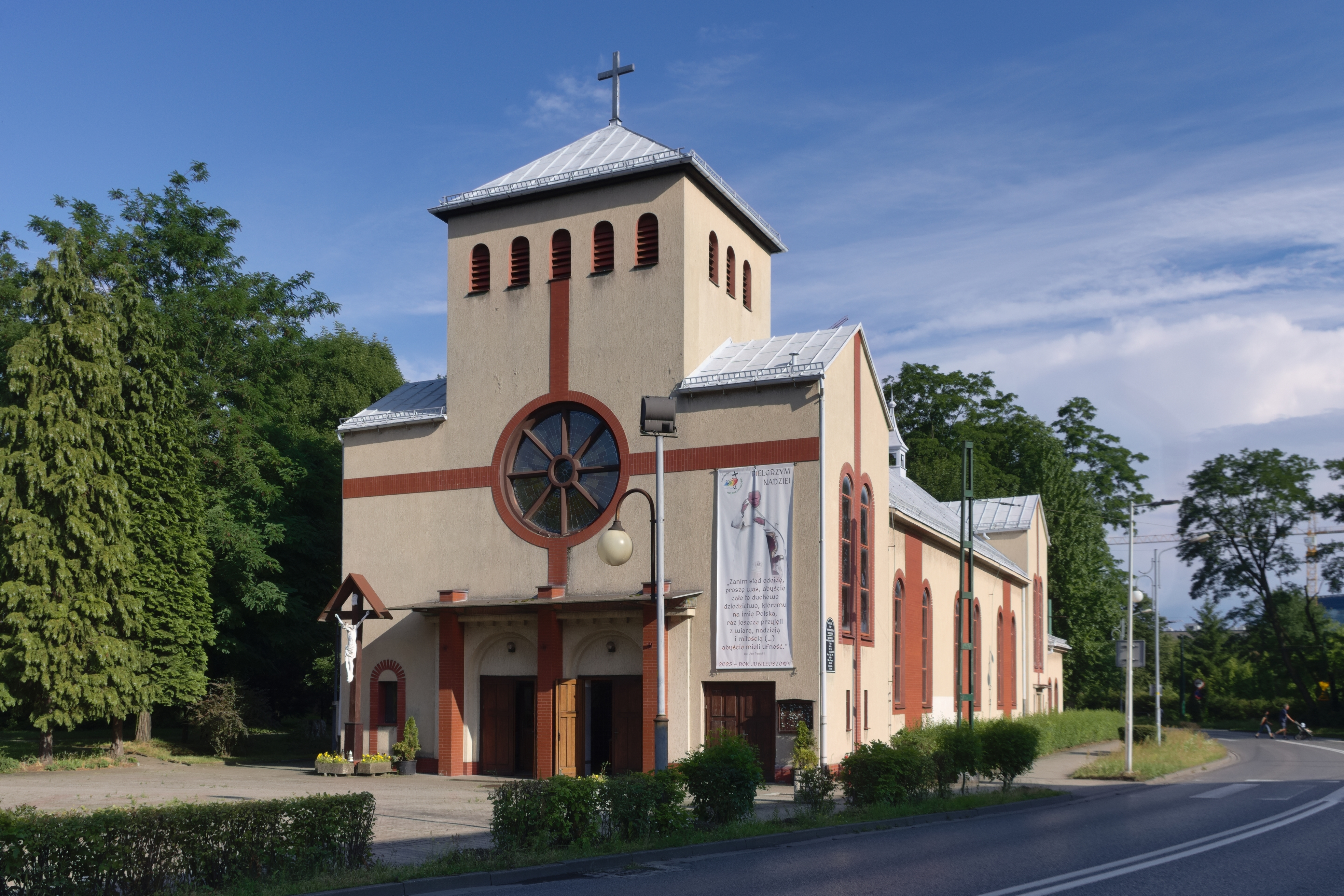
Kościół parafialny parafii NMP Wspomożenia Wiernych w Wełnowcu

W Wełnowcu z kolei działa rzymskokatolicka parafia Najświętszej Maryi Panny Wspomożenia Wiernych. Swoim zasięgiem prócz Wełnowca obejmuje także część osiedla J. Tuwima w Siemianowicach Śląskich. Siedziba parafii znajduje się przy alei W. Korfantego 121/1. Parafia zarządza cmentarzem przy ulicy Jesionowej o powierzchni 0,58 ha. Pierwotnie wierni rzymskokatoliccy z Wełnowca przynależeli do wspólnoty parafialnej św. Michała Archanioła w Michałkowicach. W 1919 roku zaczęto budowę kościoła, przekształcając budynek z początku XIX wieku. W 1920 roku kościół poświęcił ks. proboszcz Maksymilian Gerlich z parafii w Michałkowicach. Obecny kształt budynek uzyskał po przebudowie w 1930 roku. W ołtarzu głównym umieszczono obraz Matki Bożej z macierzystego kościoła michałkowickiego. Obraz pochodzi prawdopodobnie z XVII wieku.
Na obszarze obecnego Wełnowca-Józefowca żyli również ewangelicy. Zgodnie ze statutem uchwalonym w 1857 roku wierni z Dębu i Wełnowca przynależeli do zboru w Katowicach. Żydów zamieszkujących dawniej Wełnowiec częściowo (tj. z Ignacowca) włączono w 1872 roku do gminy w Katowicach, a w 1878 roku do niej włączono wiernych z Józefowca i pozostałej części Wełnowca.
W pierwszej połowie XIX wieku w Wełnowcu mieszkało ok. 1200 katolików, ok. 70 ewangelików i ok. 30 żydów. W latach 20. XIX wieku osób wyznania mojżeszowego w Wełnowcu było pięć . W 1890 roku w Józefowcu mieszkało 1258 katolików, 30 ewangelików i 10 żydów .

## Bezpieczeństwo publiczne

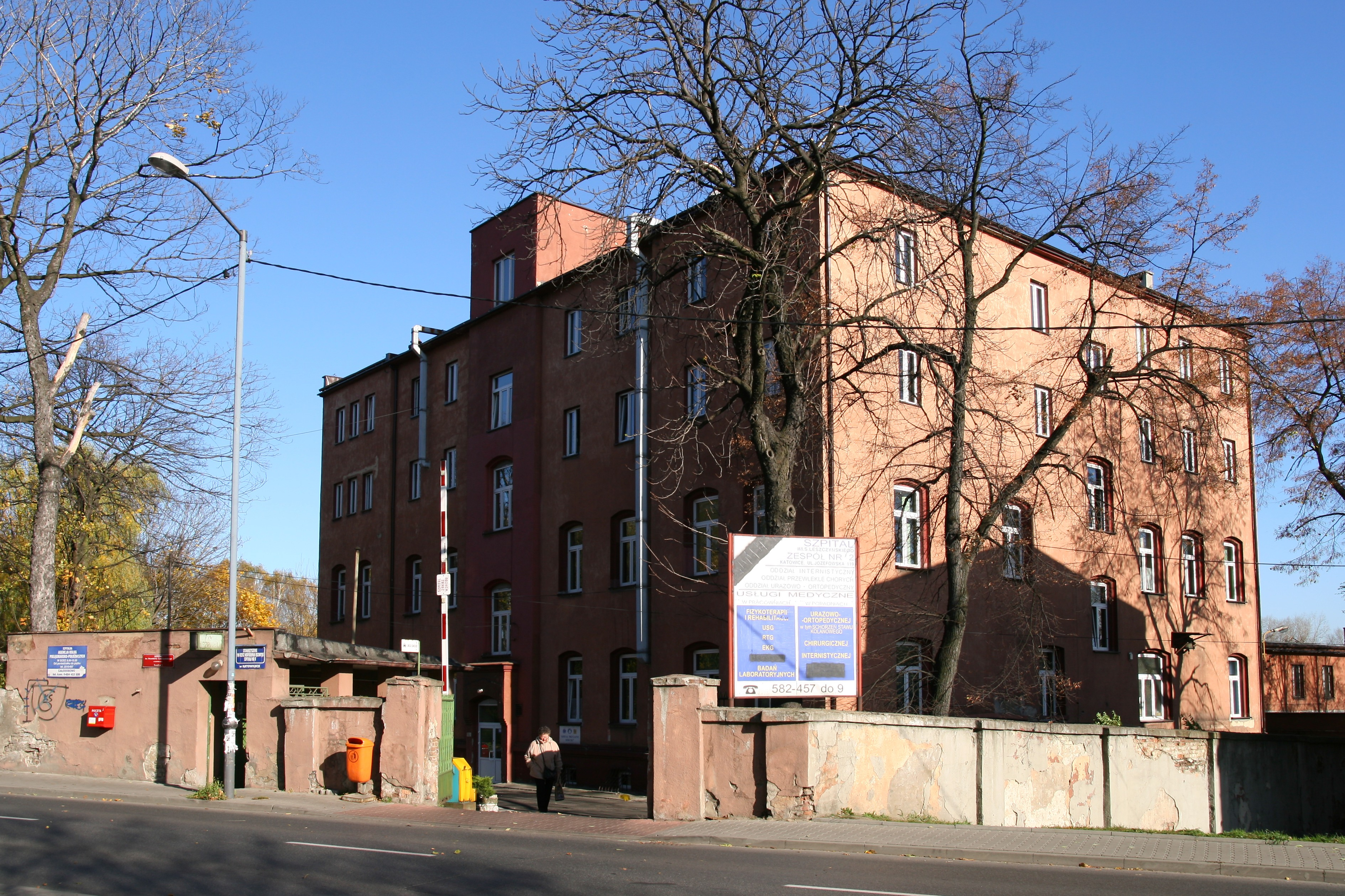
Zespół nr 2 Katowickiego Centrum Onkologii przy ulicy Józefowskiej

Wełnowiec-Józefowiec na podstawie współczynnika przestępczości zalicza się do obszarów, gdzie notowano mniej przestępstw od średniej dla całego miasta. W 2007 roku współczynnik ten wynosił 2,1 przestępstw na 100 mieszkańców, podczas gdy średnia dla całego miasta wynosiła wówczas 3,08. W tym czasie zanotowano również 12 wypadków komunikacyjnych. W Wełnowcu-Józefowcu miejscem o podwyższonej wypadkowości jest skrzyżowanie ulicy Józefowskiej i ulicy Słonecznej. W badaniach sondażowych z 2012 roku 67,2% respondentów z Wełnowca-Józefowca wskazało, że czuje się bezpieczna w swojej dzielnicy, a 28,3% osób było przeciwnego zdania. Policja w Wełnowcu miała swój budynek w pobliżu kościoła. W nim mieściły się również mieszkania dla policjantów oraz areszt.
Straż pożarna na obszarze Wełnowca-Józefowca została powołana jako straż zakładowa przez Hohenlohe-Werke w 1906 roku. Za zadanie miała również ochronę przeciwpożarową innych zakładów i mieszkań na terenie Wełnowca. Jej siedziba mieściła się przy dzisiejszej ulicy M. Karłowicza 11-13. W 1938 roku straż liczyła 76 członków. W 1962 roku w budynku powstał oddział miejski Państwowej Straży Pożarnej w Katowicach, zlikwidowany po dziesięciu latach z powodu niewłaściwych warunków lokalowych.
Szpital na terenie Wełnowca powstał w 1890 roku jako szpital hutniczy, pierwotnie jako obiekt dwupiętrowy z dwoma oddziałami. Opiekę nad chorymi sprawowały siostry boromeuszki z Trzebnicy. W okresie międzywojennych szpital przebudowano. W czasie II wojny światowej mieścił się w nim lazaret wojskowy, a w 1949 roku przeznaczono go dla więźniów obozów pracy. W latach 1978–1980 szpital ponownie przebudowano, a potem przekształcono go w Oddział Chirurgii Ogólnej Szpitala Miejskiego nr 8. Dnia 31 października 1998 roku szpital połączono z placówką przy ulicy Raciborskiej, powołując Szpital im. Stanisława Leszczyńskiego. Obecnie jest on częścią Katowickiego Centrum Onkologii jako Zespół Nr 2. W Zespole tym w 2018 roku zatrudnionych było 16 lekarzy.